# Reform des Sicherheitsrats der Vereinten Nationen

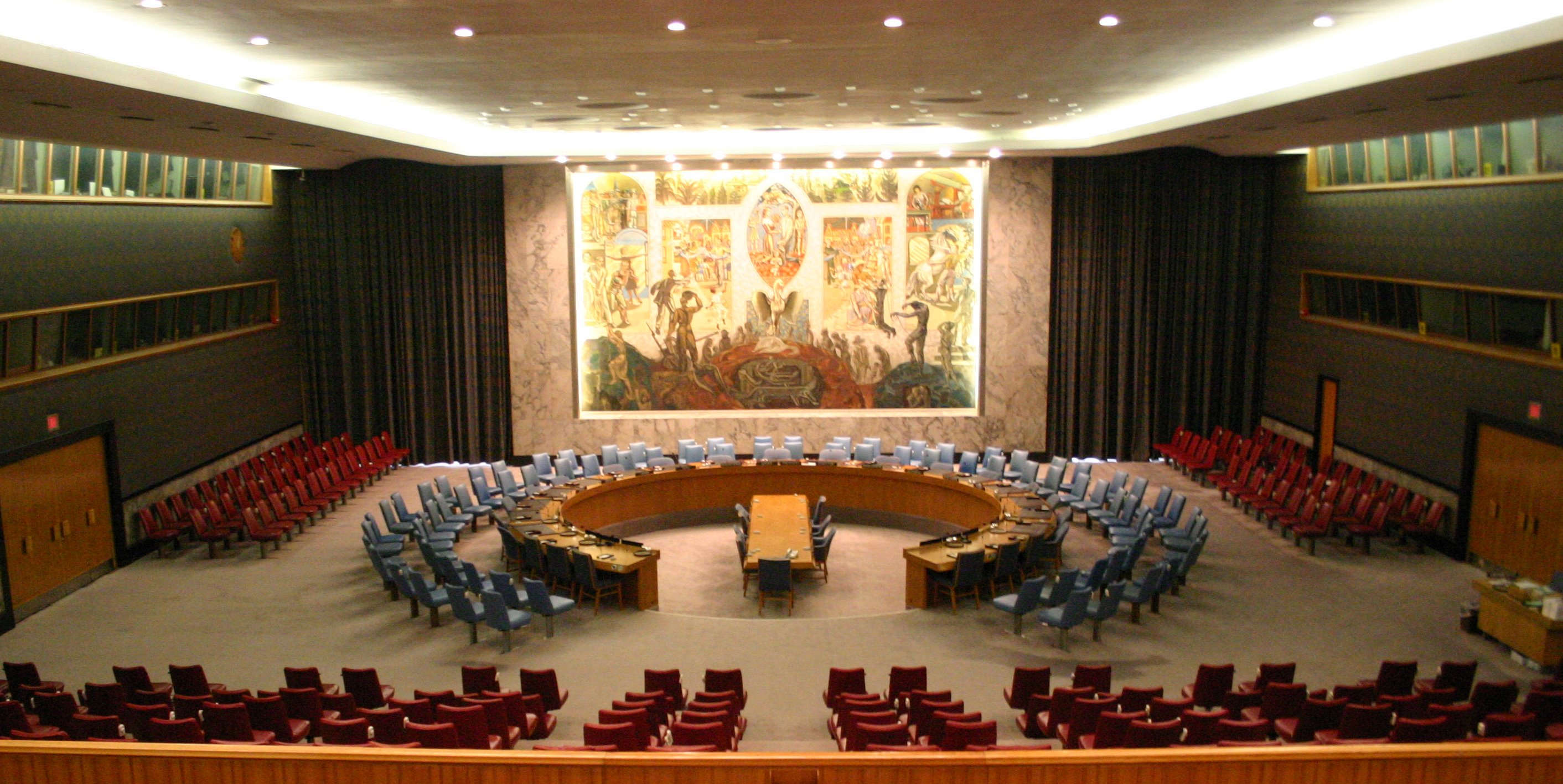
Sitzungssaal des Sicherheitsrats der Vereinten Nationen

Über eine Reform des Sicherheitsrats der Vereinten Nationen (englisch Reform of the United Nations Security Council) wird seit Beginn der 1990er Jahre in Politik und Politikwissenschaft diskutiert. Seit der damalige UN-Generalsekretär Kofi Annan 2003 einen Prozess zur Reform der Vereinten Nationen auf den Weg brachte, ist die Reform des UN-Sicherheitsrats Teil dieser Debatte.
Eine Reform des UN-Sicherheitsrats nach Art. 108 der UN-Charta benötigt eine Zweidrittelmehrheit der Mitgliedstaaten der Vereinten Nationen in der UN-Vollversammlung. Damit eine solche Reform in Kraft treten kann, muss sie anschließend außerdem von zwei Dritteln der UN-Mitgliedsstaaten und den fünf ständigen Mitgliedern des Sicherheitsrates (P5) ratifiziert werden. Die Blockademöglichkeit der ständigen Mitglieder des Sicherheitsrats erschwert die Reform des Sicherheitsrats in besonderer Weise.
Die diskutierten Veränderungen umfassen im Wesentlichen fünf Themenbereiche: Kategorien der Mitgliedschaft im UNO-Sicherheitsrat, die Frage des Vetorechts der fünf ständigen Mitglieder des Sicherheitsrats, die Ausgewogenheit der regionalen Repräsentation, die Größe und Arbeitsweise des reformierten Sicherheitsrats und das Verhältnis des Sicherheitsrats zur UN-Generalversammlung.

## Reformen des Sicherheitsrats in der Vergangenheit
Zwischen 1946 und der ersten Reform des UN-Sicherheitsrats hatte das Gremium 11 Sitze, davon fünf ständige. Da sich im Rahmen des Dekolonisationsprozesses in den ersten zwanzig Jahren ihrer Existenz die Zahl der UN-Mitglieder mehr als verdoppelte, wurden die Stimmen nach einer Vergrößerung des UNO-Sicherheitsrats und einer gleichmäßigeren geografischen Verteilung der Sitze schon in den sechziger Jahren laut. Die Bewegung der Blockfreien Staaten bekam im Jahr 1963 eine Mehrheit in der Generalversammlung für eine Erweiterung des Sicherheitsrats. Bei Enthaltung Großbritanniens und der USA und gegen die Stimmen Frankreichs und der UdSSR wurde die Resolution 1991 mit übergroßer Mehrheit angenommen. Schließlich ratifizierten aber nicht nur mehr als zwei Drittel der UNO-Mitglieder, sondern auch die fünf ständigen Mitglieder im Sicherheitsrat die Resolution, sodass die Erweiterung des Sicherheitsrats erfolgreich war.

## Reformvorschläge nach dem Ost-West-Konflikt
Eine neue Debatte über die Reform des UNO-Sicherheitsrats entbrannte nach dem Ende des Ost-West-Konflikts vor dem Hintergrund der irakischen Invasion in Kuwait im August 1990. Resolution 678 des UN-Sicherheitsrates gab der US-amerikanisch geführten Koalition zur Befreiung Kuwaits das Recht alle nötigen Mittel einzusetzen, um die irakische Armee zurückzudrängen. Mit diesem ersten durch den Sicherheitsrat initiierten Peacebuilding-Einsatz mehrten sich auch die Stimmen, die eine Reform des Gremiums forderten. Im Dezember 1992 forderten Indien und Japan in der Generalversammlung den Generalsekretär der Vereinten Nationen dazu auf, Vorschläge für eine Reform des Sicherheitsrats zu machen.
Nachdem ein Großteil der Mitglieder der Vereinten Nationen Vorschläge zur Reform des Sicherheitsrats eingereicht hatten, setzte die Generalversammlung die Open ended working group on the question of equitable representation on and increase in the membership of the Security Council and other matters related to the Security Council ein. Damit hatte sich die Reform des Sicherheitsrats in den Vereinten Nationen institutionalisiert.

### Commission on Global Governance
Die Commission on Global Governance machte in ihrem 1995 vorgelegten und kontrovers diskutierten Bericht Our Global Neighbourhood auch Vorschläge zur Reform des UNO-Sicherheitsrats. Die Kommission benannte den schlechten Repräsentationsgrad des Sicherheitsrats als Problem, welches zu einer Legitimationskrise des wichtigsten UNO-Organs führe. Der Vorschlag der Kommission sieht acht neue Sitze, darunter bis zu fünf ständige Sitze ohne Vetorecht, vor. Der Bericht mahnt eine ausgewogene regionale Repräsentation und die Berücksichtigung der weltweit größten Volkswirtschaften an. Die Verteilung der nichtständigen Sitze bleibt bei dem Vorschlag der Commission on Global Governance unklar.

### Razali-Plan
Im März 1997, die Open ended working group hatte bereits drei Jahre lang existiert, legte der malaysische Diplomat Razali Ismail einen Vorschlag für eine Reform des Sicherheitsrats vor, von dem er hoffte, er sei mehrheitsfähig. Er sah für Deutschland, Japan, ein afrikanisches, asiatisches und lateinamerikanisches Land je einen neuen ständigen Sitz ohne Vetorecht vor. Die Zahl der nicht ständigen Sitze sollte von bislang 10 auf 14 erhöht werden, mit je einem neuen Sitz für Afrika, Asien, Lateinamerika und Osteuropa. Eine Mehrheit für Razalis Vorschlag zeichnete sich jedoch nicht ab. Bis 1997 erarbeitete die OEWG eine Vielzahl an Reformvorschlägen, vor allem zum Cluster I, wobei sich im Rahmen der Sitzungen nur schwerlich eindeutige Bekenntnisse und Mehrheiten der Teilnehmer festmachen ließen. Dies bedeutete, dass innerhalb der Arbeitsgruppe eine Reihe von Vorschlägen diskutiert wurde, ohne dass es ein abschließendes Verhandlungsergebnis gegeben hätte, was als Grundlage für die Generalversammlung hätte dienen können. Die Modelle zur Erweiterung des SR fallen dabei unterschiedlich aus. Einige sehen eine Anhebung ständiger und nicht ständiger Sitze vor, die sowohl von Industriestaaten als auch Angehörigen der Entwicklungsländer zu besetzen seien: zwei zusätzliche ständige Mitglieder und bis zu acht nicht ständige. Auch in Bezug auf den Gebrauch des Vetos gab es unterschiedliche Meinungen. Einige befürworteten die Ausweitung des Vetos auf neue, ständige Mitglieder, andere hingegen sahen im Vetorecht an sich ein undemokratisches Privileg, das nach Ende des Kalten Kriegs abgeschafft gehörte.

### Modelle des High-level-Panel on Threats, Challenges and Change
Nach den Terroranschlägen des 11. September 2001 stellte sich auf neue Weise die Frage, wie mithilfe des Sicherheitsrats kollektive Sicherheit gewährleistet werden kann. UN-Generalsekretär Kofi Annan setzte deshalb im Jahr 2003 das High-level Panel of eminent personalities ein, welches unter anderem Vorschläge zur Reform der Vereinten Nationen machen sollte. Da man sich innerhalb des Gremiums nicht einigen konnte, wurden zwei verschiedene Vorschläge zur Reform des Sicherheitsrats vorgelegt. Beide Modelle sehen eine Erweiterung des Sicherheitsrats auf 24 Mitglieder vor. Modell A sieht sechs neue ständige Sitze ohne Vetorecht vor, während Modell B vorsieht, keine weiteren ständigen Sitze einzurichten und stattdessen acht der neun neuen Sitze als quasi-permanente Sitze auszugestalten, die für vier Jahre besetzt werden und bei denen eine unmittelbare Kandidatur möglich ist.

### Vorschlag der G4
Im Juli 2005 machten die G4-Staaten Brasilien, Deutschland, Indien und Japan, die alle spätestens seit Mitte der neunziger Jahre als potentielle Kandidaten für einen ständigen Sitz im Sicherheitsrat gehandelt werden, einen Vorschlag zur Reform des Sicherheitsrats. Ebenso wie der Razali-Plan sieht er sechs neue ständige Sitze ohne Vetorecht vor, vier davon für die G4-Staaten und zwei für afrikanische Länder. Die Anzahl nichtständiger Sitze soll um vier (um jeweils einem Sitz für die lateinamerikanische, die asiatische, die afrikanische und die osteuropäische Gruppe) erhöht werden, sodass der Sicherheitsrat nach diesem Modell insgesamt 25 Mitglieder umfassen würde.

### Uniting for Consensus
Unter der Führung Italiens trat kurz nach der Vorstellung des G4-Modells eine Gruppe von Staaten unter dem Namen Uniting for Consensus in Erscheinung. In der Gruppe sind Staaten vereint, die mit der Kandidatur neuer ständiger Mitglieder im Sicherheitsrat ihre Rolle im internationalen System bedroht sehen. Deren Vorschlag lehnt die Einrichtung neuer ständiger Sitze im Sicherheitsrat ab und plädiert stattdessen für die Schaffung zehn neuer nichtständiger Sitze und für die Wiederwahlmöglichkeit bei den dann zwanzig nichtständigen Sitzen.

### Vorschlag der Afrikanischen Union
Die afrikanischen Staaten als zweitgrößte Regionalgruppe der Vereinten Nationen brachten 2005 ebenfalls einen eigenen Vorschlag in die Debatte ein. Dieser fordert bei einer neuen Größe des Sicherheitsrats von 26 Sitzen sechs neue ständige Sitze mit Vetorecht, je zwei für Afrika und Asien und einen für Westeuropa und Lateinamerika. Da die Schaffung neuer ständiger Sitze mit Vetorecht aber insbesondere von den P5 abgelehnt wird, hat dieser Vorschlag von vornherein keine Chance auf Umsetzung.

### Die L69-Gruppe
Diese Gruppe formierte sich 2007 unter der Führung Indiens und reichte als Vertreter von damals zunächst 27 Staaten einen noch eher allgemein gehaltenen Vorschlag zur Erweiterung des SR in beiden Kategorien (ständige und nichtständige Mitglieder) ein, verbunden mit einer gerechteren geografischen Verteilung und unter Berücksichtigung der Entwicklungs- und Schwellenländer. Dem Vorschlag zufolge sollen Sitze für eine ständige Mitgliedschaft auf Afrika, Asien, Lateinamerika, Westeuropa und andere Staaten entfallen; unter den nichtständigen Mitgliedern soll es einen zusätzlichen Sitz nach dem Rotationsprinzip für kleine Inselstaaten geben. Eine Gesamtzahl von etwa 25 Mitgliedern wird als optimal angesehen, wobei die Arbeitsmethoden des SR entsprechend anzupassen sind.

### Der Französisch-Mexikanische Vorschlag von 2013
Ausgehend von einem Aufruf des französischen Staatspräsidenten Francois Hollande bei einer UN-Vollversammlungs-Debatte im Jahr 2013 und gefolgt von einem Gastkommentar des französischen Außenministers Laurent Fabius in der NYT entstand die gemeinsame französisch-mexikanische Deklaration, nach der die P5 in Fällen von Genozid, Verbrechen gegen die Menschlichkeit und Kriegsverbrechen auf das Vetorecht verzichten sollten.

### Der Vorschlag der ACT-Gruppe (u. a. Liechtenstein) von 2015
Die ACT-Gruppe (Accountability, Coherence and Transparency Group), eine Gruppe von 27 kleinen und mittelgroßen Staaten, schlug einen Verhaltenskodex vor. Der Verhaltenskodex ist ein Aufruf, Maßnahmen des Sicherheitsrats in Fällen von Genozid, Verbrechen gegen die Menschlichkeit und Kriegsverbrechen zu unterstützen und nicht gegen glaubwürdige Resolutionen des Sicherheitsrats in solchen Fällen zu stimmen. Die ständige Vertretung von Liechtenstein verteilte eine schriftliche Ausfertigung dieses Verhaltenskodexes. Damit wurden alle Mitgliedsstaaten im September 2015 förmlich dazu eingeladen, dem Verhaltenskodex zuzustimmen.

## Zwischenstaatliche Verhandlungen auf Regierungsebene zur Reform des Sicherheitsrats (2023/24)
Im Rahmen der 78. Vollversammlung der Vereinten Nationen wurden am 13./14. Dezember 2023 die Verhandlungen zwischen den Ländern zur Reform des Sicherheitsrates wiederaufgenommen. Die Verhandlungen werden schriftlich auf einer Internetplattform abgebildet.
Zwischen den offiziellen Verhandlungstagen soll es genügend Zeit zum Austausch zwischen den Ländern geben. Die Verhandlungen gehen von fünf thematischen Clustern aus, die Kuwait und Österreich als Mediatoren einbringen: 1. Anzahl nicht ständiger Mitglieder, 2. Vetorecht, 3. Regionale Repräsentativität, 4. Größe und Arbeitsmethoden, 5. Verhältnis zur Vollversammlung. Es soll dabei auf Divergenzen und Konvergenzen zwischen den Verhandlungspositionen sowie um Ausgleich zwischen Divergenzen geachtet werden. Ziel ist ein deutlicher Fortschritt in den Gesprächen bis Anfang Juni 2024. Beteiligt sind Einzelländer und Länder als Sprecher von Ländergruppen.
Am 13. und 14. Dezember 2023 gab es Redebeiträge von sechs Ländergruppen und 44 Ländern. Es gab Konsens über die Stärkung der Länder in Afrika, Asien sowie mittlerer, kleiner und kleinster Länder im Sicherheitsrat. Eine Erhöhung der Mitgliedszahl wird sowohl für die ständigen als auch für die nicht ständigen Sitze erwogen. Das Vetorecht wurde mehrheitlich abgelehnt, wobei die Positionen von Beibehaltung über Suspendierung in bestimmten Situationen (wie die Beteiligung eines ständigen Mitglieds an gewalttätigen Konflikten oder der Vorwurf des Genozids gegen eine Vetomacht) bis hin zur Abschaffung reichen.

### Vorschlag von Liechtenstein und Mexiko vom 22. Januar 2024
Am 22. Januar 2024 brachten die Länder Mexiko und Liechtenstein zwei Vorschläge ein, die die Repräsentativität des Sicherheitsrats stärken und das Vetorecht der ständigen Mitglieder in einem längerfristigen konsensualen Vorgehen eindämmen sollen. Im Kern geht es um eine Flexibilisierung der Mitgliedszeit, eine Bildung regionaler Gruppen und eine jährliche Überprüfung durch die Vollversammlung. Dreißig Länder und fünf Ländergruppen übernahmen Redebeiträge.
Am 15. und 16. Februar 2024 meldeten sich am Vormittag sieben Ländergruppen und 21 Länder zu Wort. Am Nachmittag sprachen zehn Ländervertreter. Am 16. Februar 2024 gaben am Vormittag fünf Ländergruppen sowie 13 Ländervertreter ihre Statements ab. Es wurde das Modell der L69 diskutiert.
Die wichtigsten kritischen Einwände kamen vom Mitgliedsland China: Hiernach muss die Reform des Sicherheitsrats die Grundsätze des regionalen Gleichgewichts, der Fairness und Gerechtigkeit, des demokratischen Fortschritts und der wirksamen Arbeitsweise beachten. China sieht bei einer festen Zahl von Sitzen die Chancen der einzelnen Länder, einen Sitz zu erlangen, als sehr ungleichmäßig verteilt an. Von diesem Nachteil seien vor allem Entwicklungsländer, mittlere und kleine Länder betroffen. Im Modell der L69 sei zudem der Begriff der „Schwellenländer“ nicht klar definiert. Der geforderte Ausgleich für Benachteiligungen vieler Länder der Dritten Welt in der Kolonialzeit (wie von der Afrikanischen Gruppe bei der UN gefordert) könnte im Umkehrschluss eine Benachteiligung der Kolonialländer in der künftigen Zusammensetzung des Sicherheitsrats bedeuten. Ähnliches gelte für die Mächte, die Angriffskriege führten oder geführt hätten: Sollen sie als ständige Mitglieder des künftigen Sicherheitsrat grundsätzlich ausgeschlossen werden?
Die Russische Föderation befürwortet zwar den Grundsatz der ausgewogenen geographischen Vertretung in der Zusammensetzung des Sicherheitsrats, wendet aber ein, dass eine Quasiverdoppelung der Mitgliederanzahl auf dreißig bis vierzig Mitglieder die Effektivität des Sicherheitsrats stark einschränken würde. Sie spricht sich zudem gegen eine zu große Anzahl „westlicher Länder“ im Sicherheitsrat aus, deren „Blockdisziplin“ und „Herdenmentalität“ das Veto praktisch aushöhlten.

### Provisorischer Vorschlag der Konsensgruppe vom 27. Februar 2024
Am 27. Februar 2024 stellte die Konsensgruppe ihren Vorschlag zur künftigen Zusammensetzung des Sicherheitsrats für den 18. März 2024 in Aussicht. Als provisorischen Vorschlag für den Übergang bis zu einer Aufgabe des Vetos schlägt sie folgende Sitzverteilung, ausgehend von den Regionalgruppen der UN, vor: Afrika (54 Staaten): 6 Sitze (kein Veto-Sitz), Asiatisch-pazifische Gruppe (53 Staaten): 6 Sitze (ein Veto-Sitz: China), Lateinamerikanisch-Karibische Gruppe (33 Staaten): 4 Sitze (kein Veto-Sitz), Westeuropäische Gruppe und weitere Staaten (26 Staaten): 3 Sitze (3 Veto-Sitze: Frankreich, Vereinigtes Königreich, Vereinigte Staaten), Osteuropäische Staaten (22 Staaten): 2 Sitze (1 Veto-Sitz: Russische Föderation), Kleine Insel-Entwicklungsländer (39 Staaten): 1 Sitz (kein Veto-Sitz).

### Vorschlag der G4 vom 7. März 2024
Der Vorschlag der G4 wurde im Namen von Brasilien, Deutschland, und Japan durch das Mitgliedsland Indien vorgestellt. Er sieht eine Erweiterung des Sicherheitsrats um sechs ständige und vier bis fünf nicht ständige Mitglieder vor, die durch die Vollversammlung gewählt werden sollen. Dabei sei folgender Schlüssel sinnvoll: Ständige Sitze: je zwei für Afrika bzw. den asiatisch-pazifischen Raum, je einer für Lateinamerika und die Karibik bzw. Westeuropa und andere Länder; nicht ständige Sitze: 1–2 für Afrika, je einer für den asiatisch-pazifischen Raum, Westeuropa und andere Länder, Lateinamerika und die Karibik. Die neuen permanenten Mitglieder sollen bis zur Klärung der Veto-Frage kein Veto ausüben. Nach fünfzehn Jahren soll das System überprüft werden. Jedes gewählte Mitglied soll mindestens einmal die Präsidentschaft ausüben. Die Hauptgeldgeber unter den Mitgliedsländern sollen regelmäßig zur Beratung herangezogen werden, ebenso die Präsidenten der Vollversammlung bzw. des Wirtschafts- und des Sozialausschusses der UN. Nicht ständige Mitglieder sollen eine Art Aufwandsentschädigung erhalten. Auch Regionalgruppen sollen als nicht ständige Mitglieder gewählt werden können.
An der Aussprache nahmen fünf Ländergruppen, 15 Länder am Vormittag und fünf Länder am Nachmittag teil. Italien wendet für die Konsensgruppe gegen die Wahl neuer Mitglieder durch die Vollversammlung ein, dass eine solche Einsetzung der UN-Charta widersprechen könne. Auch sei ungeklärt, wie man gewählte ständige Mitglieder nach fünfzehn Jahren wieder „loswerden“ könne. Zudem verschiebe sich das Verhältnis zwischen ständigen und nicht ständigen Mitgliedern zu Lasten der zweitgenannten Gruppe. Wiewohl durch die G4 angestrebt, könne deshalb kaum die Rede von größerer Repräsentativität sein. Äthiopien, das sich mit Mexiko und Liechtenstein ausgetauscht hat, spricht sich für ein weiteres Nachdenken über Rotationsmechanismen zur Einsetzung von Mitgliedern des Sicherheitsrats aus. Deutschland zeigt sich offen für individuelle Modelle und hebt die Beteiligung an Friedens- und Sicherheitsmissionen der UN sowie eine ausgewogene geographische Verteilung als wichtigste Kriterien bei der Benennung von Kandidaten für den künftigen Sicherheitsrat durch die Vollversammlung hervor. China lehnt einen Sicherheitsrat als erweiterten „Club der Großmächte“ ab. Die Regelung der Vetofrage könne nur im inneren Konsens der „Großen Fünf“ erfolgen.
Am 7. März 2024 wurde abends eine Aussprache über das Vetosystem unter Ausschluss der Öffentlichkeit geführt, die sich am 8. März 2024 in Statements von vier Ländergruppen und 17 Ländern niederschlug. Anders als die Russische Föderation hält Frankreich den Ausweis von Konvergenzen statt einer absoluten Konsensformel für ausreichend, um zu einem Fortschritt zu gelangen. Das Vereinigte Königreich und Nordirland verweist darauf, dass es sich an den Verhaltenscodex (Code of Conduct) halte und seit 1989 kein Veto mehr eingelegt habe. Weitaus die meisten Länder befürworten den französisch-mexikanischen Vorschlag und den Verhaltenscodex für Vetomächte als Mindeststandards zur Regulierung des Vetos. Japan empfiehlt allen Vetomächten, die dies noch nicht getan haben, sich baldmöglich dem Verhaltenscodex für Vetomächte anzuschließen. Australien legt den Vetomächten den freiwilligen Verzicht auf das Veto nahe. Zumindest aber soll Artikel 27(3) der UN-Charta künftig auch praktische Anwendung finden. Costa Rica sieht in Resolution 76,262 eine gute Basis, um die Vetohürde mit Hilfe der Vollversammlung bei Handlungsunfähigkeit des Sicherheitsrats wegen ungebührlichen Vetoeinsatzes zu überwinden. Brasilien betrachtet das Veto mehr als Symptom und Ausdruck denn als Ursache der Lähmung der UN. Das Hauptübel sieht es in der fehlenden Repräsentativität aller geographischen Regionen unter den ständigen Mitgliedern. Pakistan möchte den Internationalen Gerichtshof um Rat fragen, sobald der Sicherheitsrat wieder durch ein Veto gegen den Willen der Vollversammlung konterkariert wird. Die Ukraine befürwortet eine Begrenzung des Vetos durch zwei Drittel der Mitglieder der Vollversammlung, ausgehend von Artikel 23 der UN-Charta. Mexiko möchte sich auf Artikel 108 stützen, um das Veto abzuschaffen.

### Vorschlag der Konsensgruppe vom 18. März 2024
Am 18. März 2024 stellte die Konsensgruppe ihren Reformvorschlag vor, den sie vor dem Hintergrund der laufenden Gespräche aktualisiert hatte. Sie sah Konvergenzen an folgenden Punkten: 1. Mehr Zugang für unterrepräsentierte UN-Regionen. 2. Längerfristige Mitgliedschaft für Staaten, die mehr zur UN beitragen können und wollen; Neue Rotationsmechanismen für nicht geographische Ländergruppen. 3. 3/5-Mehrheit. 4. Abschaffung, zumindest aber Eindämmung des Vetos. 5. Jährliche Rechenschaftspflicht gegenüber der Vollversammlung und ständige Transparenz und Kommunikation mit Nichtmitgliedern des Sicherheitsrats und anderen Gruppierungen innerhalb der UN. Ausgehend von der aktuellen Teilung zwischen permanenten und (gewählten) befristeten Mitgliedern hält die Konsensgruppe mit Blick auf die UN-Regionen folgende Sitzverteilung für konsensfähig: Afrikanische Union (55 Staaten): 6 kurzfristige und 3 langfristige Sitze, Asien-Pazifik (53 Staaten): 6/3, Lateinamerika und Karibik (33 Staaten): 4/2, Westeuropa und weitere (28 Staaten): 3/1, Osteuropa (23 Staaten): 2/1, Kleine Staaten und Inselstaaten: 1; 5 permanente Sitze wie gehabt. Dies ergäbe Diskussionsbedarf, welche Länder eine Chance auf welche Sitze hätten und nach welchem Schema gewählt werden soll. Kein Staat, außer wenn er zu den Kleinen Staaten und Inselstaaten gehört, dürfe nacheinander oder gleichzeitig beide zeitlichen Kategorien von Sitzen (kürzerfristig, längerfristig) innehaben.
Die Aussprache mit fünf weiteren Ländergruppen und 17 Ländern ergab: Konsens besteht über die Anwendung von Entscheidung 62/557 für die Arbeitsweise des Sicherheitsrats. Die Mehrheit der Staaten ist für die Abschaffung des Vetos. Die Mehrheit der Staaten möchte bald zu textbasierten Verhandlungen übergehen. Die Mehrheit der Staaten befürwortet eine ständige Mitgliedschaft statt einer zeitlichen Limitierung der Sitze und denkt über Sitze für nicht regionale Staatengruppen nach (wie zum Beispiel Europäische Union, Gruppe der Kleinen Staaten und Inselstaaten, Afrikanische Union, „Arabische“ Liga u. a.).
Mehrere Einzelstaaten rückten besondere Aspekte des Reformvorschlags der Konsensgruppe in den Fokus: Polen verweist auf den grundlegenden Widerspruch zwischen Repräsentativität und Veto. Indien, Brasilien und Deutschland plädieren für die Ausweitung der ständigen Mitgliedschaft bei Abschaffung des Vetos, um Machtbalance und Repräsentativität des Sicherheitsrats herzustellen. Äthiopien weist auf die Nachteile für Afrika hin, sofern das Modell der geographischen UN-Regionen und das Vetorecht in Takt blieben.
Chile bejahte Rotation unter gewählten Mitgliedern und befürwortete Rechenschaftspflicht gegenüber der Vollversammlung. Bolivien erwägt, ob ein Widerruf der ständigen Mitgliedschaft (mit Vetorecht) durch die Vollversammlung möglich ist. Japan dankte für die Anpassungsfähigkeit der Konsensgruppe, wies aber auf die Notwendigkeit hin, bestehende Unklarheiten des Vorschlags der Konsensgruppe in Hinsicht auf Anzahl und Dauer der Mitgliedschaften im Sicherheitsrat zu beseitigen. Es hob die Beschränkung des Vetos als Mindestanforderung hervor. Die Transparenz und die Effektivität des Sicherheitsrats könnten nicht zuletzt durch eine Verbesserung des Verfahrensrechts gesteigert werden.
Litauen befürwortete regelmäßige Konsultationen zwischen dem Sicherheitsrat und dem Generalsekretär sowie einen geregelten, fristgerechten Dokumentenaustausch zwischen beiden Organen der UN. Der Senegal spricht sich für eine Öffnung des Sicherheitsrats für Länder, die Truppen oder Polizei für die UN stellen, aus. El Salvador befürwortete ständige sub- und transregionale Mitgliedschaften/Sitze des Sicherheitsrats bei gleichzeitiger Abschaffung des Vetos.
Das Vereinigte Königreich und Nordirland sprach sich für eine Ausweitung beider Kategorien von Mitgliedern auf 44 Mitglieder gemäß Art. 23 (1) der Charta aus, hielt aber überregionale Gruppen für erwägenswert. Die Russische Föderation denkt nach eigenen Worten über längerfristige Sitze nach, hielt Wahlen für keinen Weg zur Demokratisierung des Sicherheitsrats und befürwortete eine bessere geographische Verteilung der Sitze.

### Vorschlag des Mitgliedslandes Liechtenstein vom 22. März 2024
Am 22. März 2024 richtete Liechtenstein als ein kleiner Mitgliedsstaat einen Brief an die beiden amtierenden Koordinatoren der Reform des Sicherheitsrats, Kuwait und Österreich, mit der Bitte um Bekanntgabe unter den Mitgliedsstaaten der UN. Das Schreiben enthält vor dem Hintergrund der bisherigen Gespräche unter den Mitgliedsstaaten, insbesondere zur Arbeitsweise des künftigen Sicherheitsrats, folgendes Modell zur Reform des Sicherheitsrats: 1. Einrichtung langfristiger, wiederwählbarer (quasi-permanenter) Sitze von etwa acht Jahren Dauer unter Berücksichtigung aller Weltregionen (zu Lasten des bisherigen Eurozentrismus). 2. Abschaffung oder zumindest weitmögliche Eindämmung des Veto der bisherigen permanenten Mitglieder. 3. Überprüfung der Funktionalität des neuen Modells bei der Wiederwahl langfristiger Mitglieder, um die bisherigen permanenten Mitglieder von der Qualität des neuen Sicherheitsrats zu überzeugen. Davon unberührt bleibt eine Überprüfungskonferenz der UN-Charta gemäß Artikel 109. 4. Änderung und Anpassung der Arbeitsmethoden entsprechend den Bedürfnissen des neu zusammengesetzten und erweiterten Sicherheitsrats. Der Umgang mit dem Veto soll im Rahmen der Arbeitsmethoden modifiziert werden. 5. Bei der Einsetzung von mehr langfristigen Mitgliedern erhöhen sich die Teilhabechancen kleinerer Länder im Sicherheitsrat, sofern sie sich für kürzerfristige Sitze bewerben (also schnellere Rotation). Voraussetzung dafür ist, dass kein Land gleichzeitig oder nacheinander für beide Kategorien von Sitzen kandidieren darf.

### Sachstandsberichte an die 78. UN-Vollversammlung zu den zwischenstaatlichen Verhandlungen zur Reform des Sicherheitsrats (IGM) (April 2024)
Am 5. April 2024 erschien der Sachstandsbericht der beiden amtierenden Koordinatoren der Reform des Sicherheitsrats, Kuwait und Österreich. Es enthält 17 Konvergenzen und eine Divergenz, die sich aus den Aussprachen ergaben: So halten die Mitgliedsländer etwa die Gespräche bei gemeinsamen Sitzungen der Staaten (IGM Process), die 1) als öffentlich vorgestellte Vorschläge und Statements, 2) aber als nicht öffentliche Aussprachen mit einem organisierten Nachgespräch strukturiert sind, für die bestmögliche Form. Auch die seit 2023 vorhandene Website wird einhellig begrüßt. Die Reform des Sicherheitsrats soll ein inklusives, transparentes, effizientes, effektives, demokratisches und berechenbares Funktionieren des Sicherheitsrats gewährleisten. Die Reform des Sicherheitsrats soll durch die Vollversammlung in regelmäßigen mittelfristigen Abständen überprüft werden. Die Bestimmung des Generalsekretärs soll im Miteinander beider Gremien geschehen. Die Präsidenten von Sicherheitsrat und Vollversammlung sollen in regelmäßigem Austausch stehen. Nichtmitgliedsländer und Gremien der UN sollen über die Arbeit des Sicherheitsrats zeitnahe informiert oder eingebunden werden. Alle fünf Cluster sollen bearbeitet werden nach dem Grundsatz: Nichts hat Konsens, wenn nicht über alles Konsens gefunden worden ist. Konsens heißt dem Papier zufolge nichts Anderes als Kompromiss, wobei der Kompromiss die verschiedenen Positionen und Interessen möglichst weit ausbalancieren soll. Die Idee, kleine Länder, Entwicklungsländer und Inselstaaten mit einem rotierenden kurzfristigen Sitz im Sicherheitsrat auszustatten, fand ebenfalls breite Zustimmung. Die größte Divergenz bestand in der Frage, ob zeitnahe zu textbasierten Verhandlungen übergangen werden soll. Dafür sprachen sich die L69-Gruppe, die Benelux-Staaten, die G4 und die Nordische Gruppe aus, dagegen die Konsensgruppe, die Afrikanische Gruppe und die Arabische Gruppe. Außerdem wurde jedes Cluster auf Konvergenzen und Divergenzen hin analysiert. Der größte aktuelle Gesprächsbedarf resultierte aus der Frage, wie mit Staatengruppen als möglichen Mitgliedern des künftigen Sicherheitsrats umgegangen werden soll und was dies für die Art der Mitgliedschaft sowie die Anzahl der Mitglieder bedeutet. Für eine annehmende Mehrheitsentscheidung kommt nach Art. 24 (3) der UN-Charta 50 Prozent der Stimmen + 1 Stimme, 60 Prozent der Stimmen + 1 Stimme oder einfache Mehrheit der Stimmen + 1 Stimme in Betracht. Über die Frage, ob bei einer Beibehaltung des Vetosystems auch weiterhin nur ein Veto zur Ablehnung eines Vorschlags ausreichen soll, besteht Diskussionsbedarf. Es gibt bei weitaus den meisten Mitgliedsländern den Wunsch, dass die UN-Charta, und insbesondere Artikel 27 (3) der UN-Charta, in die Reform implementiert wird. Alle künftigen Mitglieder des Sicherheitsrats müssen Art. 23 (1) der Charta anerkennen (notwendige, aber nicht hinreichende Voraussetzung für die Mitgliedschaft). Enthalten ist der Hinweis auf den „Gipfel der Zukunft“ (Summit of Future) im September 2024 als wichtigem Orientierungspunkt für die Reform des Sicherheitsrats, nicht zuletzt deswegen, weil die Reform des Sicherheitsrats Auswirkungen auf die Reform der ganzen UN haben wird. Mehrere vorgeschlagene Modelle zur Reform des Sicherheitsrats von 2023 bzw. 2024 sind dem Papier beigefügt.
An der informellen Aussprache über den Sachstandsbericht der beiden Koordinatoren (Österreich, Kuwait) beteiligten sich am 15. April 2024 insgesamt sechs Ländergruppen. bzw. 14 Länder Eine große Zustimmung bestand in folgenden Punkten: 1. Textorientierte Verhandlungen; 2. Erweiterung des Sicherheitsrats; 3. Überprüfung des Sicherheitsrats durch die Vollversammlung; 4. IGN als Plattform und Mitgliedsländer als Motor für die angestrebte Reform; 5. Artiktel 27 (3) der Charta als notwendige, aber nicht hinreichende Bedingung für die Aufnahme künftiger Mitglieder in den Sicherheitsrat. Diskutabel blieb: 1. Umgang mit dem Veto; 2. Erweiterung um permanente Mitglieder; 3. Öffnung für Ländergruppen als künftige Mitglieder, wie z. B. Arabische Liga (22 Mitglieder), Lateinamerikanische und Karibische Gruppe = Grulac (33 Mitglieder), Organisation für Islamische Zusammenarbeit (57 Mitglieder), Kleine Inselentwicklungsländer= SIDS (39 Mitglieder). Die Malediven boten an, ein Modell über Rotations- und Nominierungsmechanismen für den künftigen Sicherheitsrat für eine besondere Sitzung der 79. Vollversammlung vorzulegen. Sie befürworten die Aufnahme der Kleinen_Inselentwicklungsländer mit einem nicht ständigen Sitz in den künftigen Sicherheitsrat. Das Veto soll nach ihrer Meinung mit einer qualifizierten Mehrheit der Vollversammlung überwunden werden können. Angesichts der großen Anzahl von Divergenzen, die nach sechzehn Jahren Reformgespräch geblieben seien, sollten die Mitgliedsländer das Ziel der Verhandlungen zwischen den Mitgliedsländern (IGM) klar formulieren und alle Abweichungen voneinander klar benennen. Die Verhandlungen sollten auf einem Text beruhen, der die bestehenden Positionen klar herausstellt. Ägypten betrachtet die Überprüfungsklausel als eigenen Verhandlungsgegenstand. Der Reformprozess selbst dürfe dabei keiner Evaluierung unterliegen. Textbasierte Verhandlungen sollten nur in Verbindung mit einer Vereinbarung zu den dahinter stehenden Grundsätzen erfolgen. Der Vorschlag Mexikos zu textbasierten Verhandlungen – gemeint ist wohl die Überprüfung durch die Vollversammlung – sei bedenkenswert. Die Vetomächte sollten ihre Positionen zur Reform des Sicherheitsrats zeitnahe offenlegen, damit sie in das Papier der beiden Koordinatoren zum Sachstand 2024 integriert werden können.
Der revidierte Sachstandsbericht vom 29. April 2024 enthält unter anderem folgende Spezifizierungen gegenüber dem Papier vom 5. April 2024: 1. 18 statt 17 Konvergenzen. 2. Es gibt weiterhin Diskussionsbedarf über den Zusammenhang zwischen der (regionalen = geographischen?) Repräsentativität des künftigen Sicherheitsrats, der Art der Mitgliedschaft (Einzelländer, Ländergruppen; ständig, nicht ständig; ständig, langfristig, kurzfristig; ständig, rotierend) und dem Vetogebrauch (wie bisher; für alle, nur für die permanenten oder für keine Mitglieder; mit Beschränkungen des Gebrauchs). Anhang wie am 5. April 2024.
Am 2. Mai 2024 fand eine informelle Aussprache mit Blick auf den „Gipfel der Zukunft“ statt.

### Maßnahmenkatalog vom 14. Mai 2024
Am 14. Mai 2024 erschienen zwei kurze Schreiben der beiden Koordinatoren des laufenden IGM-Prozesses. Das zweite Schreiben lautet wie folgt:
Maßnahme 1Wir verpflichten uns zu einer baldigen Reform des Sicherheitsrats, um ihn repräsentativer zu machen, integrativ, transparent, effizient, effektiv, demokratisch und rechenschaftspflichtig. 1. Aufbauend auf unserem Appell für eine Reform des Sicherheitsrats von 2005 und als Reaktion auf die wachsende Dringlichkeit, die Wirksamkeit der Fähigkeiten der Vereinten Nationen zur Wahrung des Weltfriedens und der internationalen Sicherheit gemäß der Charta der Vereinten Nationen zu erhöhen, vereinbaren wir die folgenden Konvergenzen, die im Prozess der zwischenstaatlichen Verhandlungen als Parameter für Reformen festgelegt wurden:
- Der Sicherheitsrat wird erweitert, um die Realitäten der heutigen Welt widerzuspiegeln und auch die Entwicklungsländern und kleine und mittlere Staaten, einschließlich der kleinen Inselentwicklungsländer (SIDS) und anderer zu vertreten.

- Die Erweiterung wird die historische Ungerechtigkeit gegenüber Afrika vorrangig beseitigen und unter besonderer Berücksichtigung Afrikas dazu dienen, die Vertretung der unterrepräsentierten und nicht repräsentierten Regionen und Gruppen zu verbessern.

- Die Reform wird unter anderem eine Erhöhung der Sitze von nichtständigen Mitglieder über 2 Jahre Amtszeit als Teil einer umfassenden Reform des Sicherheitsrats umfassen.

- Der erweiterte Sicherheitsrat wird aus einer Gesamtzahl von 21 bis 27 Sitzen bestehen.

- Die Arbeitsmethoden werden mit dem Ziel befasst, die Transparenz, Wirksamkeit, Funktionalität und Rechenschaftspflicht eines erweiterten Rates zu erhöhen.

- Die Frage des Vetos wird ein Schlüsselelement der Reform des Sicherheitsrats sein und, da eine erhebliche, wachsende Zahl von Mitgliedsstaaten Beschränkungen des Geltungsbereichs und der Ausübung des Vetos unterstützt, wird diese Frage im Rahmen der Reform behandelt.

- Im Rahmen einer umfassenden Reform wird die Aufnahme einer Überprüfungsklausel in Betracht gezogen, um sicherzustellen, dass der Sicherheitsrat im Laufe der Zeit sein Mandat weiterhin erfüllt und zweckmäßig bleibt.

Maßnahme 2Wir verpflichten uns, unsere Bemühungen im Rahmen der zwischenstaatlichen Verhandlungen über die Reform des Sicherheitsrats zu beschleunigen. 2. Im Einklang mit dem Ziel 16.8 für nachhaltige Entwicklung verpflichten wir uns, unsere Anstrengungen für die Reform des Sicherheitsrats durch die zwischenstaatlichen Verhandlungen über die Frage der ausgewogenen Vertretung im Sicherheitsrat und über die Erhöhung der Mitgliederzahl im Sicherheitsrat und in anderen Angelegenheiten im Zusammenhang mit dem Rat (IGN) im Einklang mit dem Beschluss 62/557 der Generalversammlung zu verstärken und den von den Mitgliedsstaaten vorangetriebenen Charakter der Reform zu unterstützen. Wir begrüßen die jüngsten Fortschritte, die im IGN erzielt wurden, unter anderem durch mehr Transparenz und Inklusivität und durch die Stärkung seines institutionellen Gedächtnisses, insbesondere durch die Übertragung von IGN-Sitzungen im Internet, die Einführung eines Repositoriums mit einer speziellen Website und die Durchführung eines strukturierten Dialogs über spezifische Modelle der Reform des Sicherheitsrats, die dazu beigetragen haben, die Konvergenz zwischen den Mitgliedsstaaten zu erhöhen. Wir unternehmen folgende Maßnahmen, die auf diesen jüngsten Fortschritten aufbauen:
- Aufforderung an die IGN-Ko-Vorsitzenden, auf die Ausarbeitung eines konsolidierten Modells hinzuarbeiten, das auf den von den Mitgliedsstaaten vorgelegten Modellen als Grundlage für weitere Diskussionen basiert.

- Unterstützung des Präsidenten der Vollversammlung mit den notwendigen Ressourcen, um einen effizienten und wirksamen IGN-Prozess der Reform des Sicherheitsrats zu erreichen.

- Ersuchen an den Generalsekretär, die Ko-Vorsitzenden zu unterstützen und den Reformprozess zu erleichtern, indem erforderliches Fachwissen bereitgestellt wird, insbesondere durch das Büro für Rechtsangelegenheiten, die Abteilung Angelegenheiten des Sicherheitsrats und die Hauptabteilung Generalversammlung und Konferenzmanagement (DGACM), soweit dies erforderlich ist und von den IGN-Ko-Vorsitzenden gefordert wird.

Maßnahme 3Wir werden die Reaktion des Systems der Vereinten Nationen auf die Wahrung des Weltfriedens und der internationalen Sicherheit verstärken. 3. Bis zum Inkrafttreten der Reform des Sicherheitsrats und zur Gewährleistung einer wirksamen Reaktion des Systems der Vereinten Nationen auf die Wahrung des Weltfriedens und der internationalen Sicherheit verpflichten wir uns, schrittweise Verbesserungen der Arbeitsmethoden des Sicherheitsrats anzustreben und die Vollversammlung im Einklang mit und unter voller Achtung ihrer jeweiligen Aufgaben zu stärken, Befugnisse und Zuständigkeiten, so wie sie in der Charta verankert sind, auch in Bezug auf Angelegenheiten im Zusammenhang mit dem Weltfrieden und der internationalen Sicherheit. Wir werden die folgenden Maßnahmen ergreifen:
- Aktive Verstärkung des Sicherheitsrats um eine kontinuierliche Überprüfung und Verbesserung seiner Arbeitsmethoden im Rahmen seiner regulären Tätigkeit, um deren wirksame und kohärente Durchführung, einschließlich der Note 507, sicherzustellen.

- Vollständige Umsetzung und Einhaltung aller Bestimmungen der Charta der Vereinten Nationen, soweit sie sich auf den Entscheidungsprozess im UN-Sicherheitsrat beziehen, einschließlich Artikel 27 Absatz 3 der UN-Charta, und Verabschiedung einer Resolution der Vollversammlung, in der die Auslegung des Begriffs „Streitpartei“ in Artikel 27 Absatz 3 der UN-Charta geklärt wird, um die vollständige Umsetzung dieser Bestimmung zu gewährleisten.

- In Erwägung zu ziehen, sich zu verpflichten, nicht gegen einen glaubwürdigen Resolutionsentwurf vor dem Sicherheitsrat über rechtzeitige und entschlossene Maßnahmen zur Beendigung der Begehung von Völkermord, Verbrechen gegen die Menschlichkeit oder Kriegsverbrechen oder zur Verhütung solcher Verbrechen zu stimmen, und sich zu verpflichten, den Sicherheitsrat nicht daran zu hindern, Maßnahmen zu ergreifen, die darauf abzielen, Situationen, in denen Massengräueltaten begangen werden, durch die Ausübung des Vetos zu verhindern oder zu beenden.

- Stärkung der Zusammenarbeit und Kommunikation zwischen dem Sicherheitsrat und der Vollversammlung und ihren Nebenorganen, einschließlich der Kommission für Friedenskonsolidierung sowie dem Wirtschafts- und dem Sozialrat, unter anderem durch die vollständige Umsetzung und Nutzung der Resolutionen 377A (V) („Sich für den Frieden vereinen“) und 76/262 („Veto-Initiative“).

### Maßnahmenkatalog vom 14. Juni 2024
Am 12. Juni 2024 gab es einen informellen Austausch zu dem zweiten Brief vom 14. Mai 2024. Am 14. Juni 2024 wurde von den beiden Koordinatoren Österreich und Kuwait folgender Maßnahmenkatalog veröffentlicht, der aus einem ersten Vorschlag vom 5. Juni 2024 hervorging. Er hat folgenden Wortlaut:
"[Kapitel] 5 Umgestaltung der globalen Kontrolle (Transformation of global governance)
Maßnahme 1: Wir werden den UN-Sicherheitsrat reformieren und die dringende Notwendigkeit anerkennen, ihn repräsentativer, integrativer, transparenter, effizienter, effektiver, demokratischer und rechenschaftspflichtiger zu machen.
1. Um als Reaktion auf die wachsende Dringlichkeit, die Wirksamkeit der Fähigkeiten der Vereinten Nationen zur Wahrung des Weltfriedens und der internationalen Sicherheit gemäß der Charta der Vereinten Nationen zu erhöhen, und unter Berücksichtigung unserer Verpflichtungen aus der Agenda 2030 vereinbaren wir die folgenden Leitprinzipien, die in den Regierungsverhandlungen über die Frage der ausgewogenen Vertretung im Sicherheitsrat und der Erhöhung der Mitgliedschaft im Sicherheitsrat und in anderen Angelegenheiten im Zusammenhang mit dem Sicherheitsrat (IGN) festgelegt wurden, [betrachten wir] gemäß dem Beschluss 62/557 der Vollversammlung als Parameter für die Reform:
a) die historische Ungerechtigkeit gegen Afrika vorrangig zu beseitigen und unter besonderer Berücksichtigung Afrikas als Sonderfall die Vertretung der unterrepräsentierten und nicht repräsentierten Regionen und Gruppen zu verbessern.
b) den Sicherheitsrat zu erweitern, um die derzeitige Mitgliedschaft besser zu repräsentieren und die Realitäten der heutigen Welt widerzuspiegeln, und die Vertretung der Entwicklungsländer und der kleinen und mittleren Staaten, wie der kleinen Inselentwicklungsländer (SIDS), der arabischen Staaten und anderer überregionaler Gruppen, zu erhöhen.
c) eine Einigung über die Frage der Mitgliedschaftskategorien auf der Grundlage der in den Dokumenten der IGN dargelegten Optionen zu erzielen, mit der Maßgabe, dass eine Ausweitung der nichtständigen Sitze auf 2 Jahre Teil einer umfassenden Reform sein wird.
d) Die Gesamtzahl der Mitglieder eines erweiterten Rates sollte ein ausgewogenes Verhältnis zwischen der Repräsentativität und der Wirksamkeit eines erweiterten Rates gewährleisten.
e) Die Arbeitsmethoden sollten ein inklusives, transparentes, effizientes, wirksames, demokratisches und rechenschaftspflichtiges Funktionieren eines erweiterten Rates gewährleisten.
f) Die Frage des Vetos ist ein Schlüsselelement der Reform des Sicherheitsrats. Wir werden unsere Bemühungen intensivieren, um eine Einigung über die Zukunft des Vetos zu erzielen, einschließlich Diskussionen über die Begrenzung seines Geltungsbereichs und seiner Anwendung.
g) Als Teil einer umfassenden Reform sollte die Aufnahme einer Überprüfungsklausel in Betracht gezogen werden, um sicherzustellen, dass der Sicherheitsrat im Laufe der Zeit sein Mandat weiterhin erfüllt und zweckmäßig bleibt.
Maßnahme 2: Wir werden unsere Anstrengungen im Rahmen der Regierungsverhandlungen über die Reform des Sicherheitsrats verstärken.
2. Wir unterstützen den von den Mitgliedsstaaten vorangetriebenen Charakter der Reform und stützen uns dabei auf die effiziente und wirksame Bereitstellung von Ressourcen aus dem UN-System für den IGN-Prozess. Aufbauend auf den jüngsten Fortschritten, die in der IGN erzielt wurden, unter anderem durch mehr Transparenz und Inklusivität und durch die Stärkung ihres institutionellen Gedächtnisses, kommen wir überein,
a) die Vorlage weiterer Modelle und die Überarbeitung bereits vorgelegter Modelle durch die Staaten und Staatengruppen für die strukturierten Dialoge im Hinblick auf die künftige Entwicklung eines konsolidierten Modells auf der Grundlage der von den Mitgliedsstaaten vorgelegten Modelle und der Diskussionen über die fünf Cluster zu fördern.
Maßnahme 3: Wir werden die Reaktion des Sicherheitsrats auf die Wahrung des Weltfriedens und der internationalen Sicherheit verstärken und seine Beziehungen zur Vollversammlung kräftigen.
3. Wir verpflichten uns, die Arbeitsmethoden des Sicherheitsrats weiter zu verbessern und zu demokratisieren und seine Beziehungen zur Vollversammlung in Übereinstimmung mit und unter voller Achtung ihrer jeweiligen Funktionen, Befugnisse, Befugnisse und Zuständigkeiten, wie sie in der Charta verankert sind, zu stärken, mit der Maßgabe, dass dies nicht an die Stelle der in Maßnahme 1 angezeigten Reform des UN-Sicherheitsrats treten darf. Wir verpflichten uns:
a) alle Bestimmungen der Charta der Vereinten Nationen, soweit sie sich auf den Entscheidungsprozess im Sicherheitsrat der Vereinten Nationen beziehen, einschließlich des Artikels 27 Absatz 3 der Charta der Vereinten Nationen, in vollem Umfang umzusetzen und einzuhalten.
b) zur Unterstützung glaubwürdiger, rechtzeitiger und entschlossener Maßnahmen des Sicherheitsrats zur Verhütung oder Beendigung der Begehung von Völkermord, Verbrechen gegen die Menschlichkeit oder Kriegsverbrechen.
c) die laufenden Bemühungen des Sicherheitsrats um die Überprüfung und Verbesserung seiner Arbeitsmethoden, namentlich unter anderem der Vereinbarungen zur Federführung (Penholding) und zur Ko-Federführung (Co-Penholding), sowie die Zusammenarbeit und Kommunikation zwischen dem Sicherheitsrat und der Vollversammlung und ihren Nebenorganen, einschließlich der Kommission für Friedenskonsolidierung sowie des Wirtschafts- und Sozialrats, zu verstärken, namentlich durch die Fortsetzung der vollständigen Umsetzung und Anwendung der Resolutionen 377A (V) („Uniting for Peace“) und 76/262 („Veto-Initiative“) der Vollversammlung.
d) zur Verbesserung der Beteiligung aller Mitglieder der Vollversammlung an der Arbeit des Sicherheitsrats und seiner Nebenorgane und des Zugangs zu dieser Arbeit, um die Rechenschaftspflicht des Rates gegenüber den Mitgliedern zu stärken und die Transparenz seiner Arbeit zu erhöhen."

### Aussprache vom 20. Juni 2024 mit Blick auf den für September 2024 avisierten „Zukunftspakt“
Am 20. Juni 2024 fand die öffentliche Aussprache zur Gestaltung von Kapitel 5 des für September 2024 avisierten „Zukunftspakts“ statt. Es beteiligten sich neun überregionale Ländergruppen, darunter erstmals die „Organisation der Islamischen Zusammenarbeit“ als mitgliederstärkste überregionale Gruppe (57 Staaten) in den UN sowie die Gruppe für „Berechenbarkeit, Kohärenz und Transparenz“ des Sicherheitsrats (ACT, 27 Staaten), außerdem die fünf ständigen Mitglieder sowie Indien, die Türkei, Ecuador, der Senegal, Mexiko, Algerien, Argentinien, Südkorea, Zimbabwe, Südafrika, Malaysia, Polen sowie am Nachmittag Kambodscha, El Salvador, Costa Rica und Liechtenstein.
Die Aussprache ergab große Übereinstimmung über die Ziele und die Grundlagen von Kapitel 5 des für September 2024 geplanten „Zukunftspakts“. Kapitel 5 soll den Beitrag der „Zwischenstaatlichen Verhandlungen (IGN) zur Reform des Sicherheitsrats“ zum „Zukunftspakt“ wiedergeben. Es soll nach Möglichkeit handlungsorientiert formuliert sein und im Wortlaut zu den übrigen Kapiteln des „Zukunftspakts“ passen.
Mexiko formulierte die Ziele von Kapitel 5 wie folgt: „Unabhängig von der Haltung meines Landes zu bestimmten Fragen möchte ich daher darauf hinweisen, was ein gemeinsamer Nenner zu sein scheint, der unseren Staats- und Regierungschefs vorgelegt und zusammengefasst werden könnte: erstens die Erkenntnis, dass der Sicherheitsrat nicht so funktioniert, wie er es sollte und wie es uns 1945 versprochen wurde, dass wir nur durch eine gemeinsame Anstrengung beginnen können, ihn zu reparieren; zweitens, dass unsere Bemühungen weiterhin in einem inklusiven Prozess unternommen werden und dass die Reform dem Gemeinwohl dient; drittens, dass wir ein umfassendes Reformmodell anstreben müssen, das auf einen Konsens abzielt; und viertens, dass wir weiterhin unter dem Dach der IGM arbeiten werden, als geeignetes Forum für die Reform des Sicherheitsrats.“
Italien schlug für die Konsensgruppe (11 Mitgliedsstaaten) folgende Formulierung vor: „In Antwort auf die wachsende Dringlichkeit, die Effektivität der Fähigkeiten der Vereinten Nationen, den internationalen Frieden und die Sicherheit zu erhalten, zu steigern, und zwar so, wie sie in der UN-Charta verankert sind, stimmen wir den folgenden Leitlinien zu, so wie sie in den 'Zwischenstaatlichen Verhandlungen zur Reform des Sicherheitsrats' identifiziert worden sind, einem durch die Mitgliedsländer angetriebenen Prozess, der auf Resolution 62/557 der Vollversammlung der UN beruht. Die Leitlinien sollen als Parameter für eine künftige Reform des Sicherheitsrats dienen.“
Es wurde an folgende Grundlagen für die „Zwischenstaatlichen Verhandlungen zur Reform des Sicherheitsrats“ (IGN) erinnert: 1) UN-Charta inklusive Art. 23 (1) und 27 (3); Resolution 62/557 der VV (1998); Resolution 53/30 der VV (1998); Erklärung der AU von Sirte (1999); Konsens der AU von Ezulwini (2005); SDG 16 der UN (2015); Resolution 2719/2024 der VV.
Der größte Klärungsbedarf bestand für die Unterpunkte 1 (b) Unterrepräsentierte Länder, Gruppen oder geographische Regionen, 1 (d) Arten der Mitgliedschaft sowie 1 (f) Umgang mit dem Veto. Zu 1 (b) Die größte Einmütigkeit wurde über die Berücksichtigung Afrikas und der Kleinen Inselstaaten (SIDS) im künftigen Sicherheitsrat erzielt. Viele Länder sprachen sich auch für eine Berücksichtigung der geographischen Regionen „Lateinamerika und Karibik“ bzw. „Asien-Pazifik“ aus. Auch die „Organisation der Islamischen Zusammenarbeit“ (57 Staaten) forderte eine angemessene Vertretung. Die Erweiterung des Sicherheitsrats solle auf jeden Fall die 2-Jahres-Sitze betreffen, dürfe aber nicht darauf beschränkt bleiben. Zu 1 (d) Insbesondere die Balance zwischen Größe und Effektivität des künftigen Sicherheitsrats wurde mehrmals hervorgehoben. Permanente Sitze mit Vetorecht wurden für Afrika, neben den G4, neben Ländern aus Lateinamerika und der Karibik sowie neben dem asiatisch-pazifischen Raum gefordert. Zu 1 (f) Eine wachsende Zustimmung fand die Limitierung des Vetogebrauchs. Ausgeschlossen sollte ein Veto in Fällen von Völkermord, Verbrechen gegen die Menschlichkeit und Kriegsverbrechen sein. Eine Vetomacht, die an einem bewaffneten Konflikt beteiligt ist, soll keine Entscheidung über diesen Konflikt mit einem Veto blockieren dürfen. Das Veto erwies sich auch weiterhin als Dreh- und Angelpunkt der Reform des Sicherheitsrats.
Die „Zwischenstaatlichen Verhandlungen zur Reform des Sicherheitsrat“ werden zunehmend als eigenständiger Mechanismus aufgefasst. Die Arbeitsmethoden und die zugehörigen Ressourcen der IGN sollen sich daher allenfalls übergangsweise aus den Ressourcen der UN speisen, wiewohl die Vollversammlung als Überprüfungsinstanz und Katalysator erwünscht bleiben. Die Reform der UN-Charta, der UN und ihrer übrigen Organe sollen von der Reform des Sicherheitsrats nicht berührt werden.

### Abschlusspapier der Vorsitzenden der Zwischenstaatlichen Verhandlungen (GA78) zur Reform des Sicherheitsrats vom 21. August 2024
Sein Wortlaut lässt sich wie folgt wiedergeben:
"5. Umgestaltung der globalen Kontrolle (Transformation of Global Governance)
Maßnahme 1: Wir werden den UN-Sicherheitsrat reformieren und die dringende Notwendigkeit anerkennen, ihn repräsentativer, integrativer, transparenter, effizienter, effektiver, demokratischer und rechenschaftspflichtiger zu machen.
1. Als Reaktion auf die wachsende Dringlichkeit, die Wirksamkeit der Fähigkeiten der Vereinten Nationen zur Wahrung des Weltfriedens und der internationalen Sicherheit, wie sie in der Charta der Vereinten Nationen niedergelegt ist, zu erhöhen, vereinbaren wir die folgenden Leitprinzipien, die in den Regierungsverhandlungen über die Frage der ausgewogenen Vertretung im Sicherheitsrat, die Vermehrung der Mitgliedschaft im Sicherheitsrat und andere mit dem Rat zusammenhängende Angelegenheiten (IGN) im Einklang mit dem Beschluss 62/557 der Generalversammlung als Parameter für die Reform <gelten sollen>:
a) Vorrangige Beseitigung der historischen Ungerechtigkeit gegenüber Afrika und – unter besonderer Berücksichtigung Afrikas – Verbesserung der Vertretung der unterrepräsentierten und nicht repräsentierten Regionen und Gruppen, wie dem asiatisch-pazifischen Raum, Lateinamerika und der Karibik.
b) Erweiterung des Sicherheitsrats, um repräsentativer für die derzeitige Mitgliedschaft zu sein und die Realitäten der heutigen Welt <besser> widerzuspiegeln, und – unter Berücksichtigung unserer Verpflichtungen aus dem Ziel 16.8 für nachhaltige Entwicklung – quantitative Erhöhung der Vertretung von Entwicklungsländern und kleinen und mittleren Staaten.
c) Fortsetzung der Beratungen über die Frage der Vertretung überregionaler Gruppen unter Berücksichtigung der Tatsache, dass die kleinen Inselentwicklungsländer, die arabischen Staaten und andere, wie die Organisation für islamische Zusammenarbeit OIC), in den Erörterungen der IGN erwähnt wurden.
d) Intensivierung der Bemühungen um eine Einigung über die Frage der Mitgliedschaftskategorien unter Berücksichtigung der im Rahmen des IGN-Prozesses geführten Diskussionen.
e) Die Gesamtzahl der Mitglieder eines erweiterten Rates sollte ein Gleichgewicht zwischen seiner Repräsentativität und seiner Wirksamkeit gewährleisten.
f) Die Arbeitsmethoden sollten ein inklusives, transparentes, effizientes, wirksames, demokratisches und rechenschaftspflichtiges Funktionieren eines erweiterten Rates gewährleisten.
g) Die Frage des Vetos ist ein Schlüsselelement der Reform des Sicherheitsrats. Wir werden unsere Bemühungen verstärken, um eine Einigung über die Zukunft des Vetos zu erzielen, einschließlich von Diskussionen über die Begrenzung seines Geltungsbereichs und seiner Anwendung.
h) Als Teil einer umfassenden Reform sollte die Aufnahme einer Überprüfungsklausel in Erwägung gezogen werden, um sicherzustellen, dass der Sicherheitsrat auch weiterhin sein Mandat und seinen Zweck erfüllt.
Maßnahme 2: Wir werden unsere Anstrengungen im Rahmen der Regierungsverhandlungen über die Reform des Sicherheitsrats vorrangig und unverzüglich verstärken.
2. Wir unterstützen den von den Mitgliedstaaten vorangetriebenen Charakter der Reform des Sicherheitsrats und werden unsere Anstrengungen für die Reform durch die zwischenstaatlichen Verhandlungen (IGN) im Einklang mit dem Beschluss 62/557 der Vollversammlung und anderen einschlägigen Resolutionen und Beschlüssen der Vollversammlung, wie der Resolution 53/30, verstärken. Aufbauend auf den jüngsten Fortschritten, die in den IGN erzielt wurden, unter anderem durch mehr Transparenz und Inklusivität und durch die Stärkung seines institutionellen Gedächtnisses, beschließen wir,
a) eine Förderung der Vorlage weiterer Modelle und die Überarbeitung bereits vorgelegter Modelle durch Staaten und Staatengruppen für strukturierte Dialoge, damit ein konsolidiertes Modell auf der Grundlage der Konvergenzen der fünf Cluster und der von den Mitgliedstaaten vorgelegten Modelle entwickelt werden kann.
Maßnahme 3: Verstärkung der Einwirkung des Sicherheitsrats auf die Wahrung des Weltfriedens und der internationalen Sicherheit und seiner Beziehungen zur Vollversammlung.
3. Weitere Verbesserung und Demokratisierung der Arbeitsmethoden des Sicherheitsrats und Stärkung seiner Beziehungen zur Vollversammlung in Übereinstimmung mit und unter voller Achtung ihrer jeweiligen Funktionen, Autoritäten, Befugnisse und Zuständigkeiten, wie sie in der Charta verankert sind, mit dem Verständnis, dass dies nicht an die Stelle der in Aktion 1 dargelegten Reform des UN-Sicherheitsrats treten darf. Wir beschließen:
a) Die uneingeschränkte Umsetzung und Einhaltung aller Bestimmungen der Charta der Vereinten Nationen, soweit sie sich auf den Entscheidungsprozess im Sicherheitsrat der Vereinten Nationen, einschließlich des Artikels 27 Absatz 3 der UN-Charta, beziehen.
b) Die Unterstützung eines glaubwürdigen, rechtzeitigen und entschlossenen Handelns des Sicherheitsrats in Ausübung seiner Hauptverantwortung für die Wahrung des Weltfriedens und der internationalen Sicherheit zur Verhütung oder Beendigung der Begehung von Völkermord, von Verbrechen gegen die Menschlichkeit oder von Kriegsverbrechen.
c) Die aktive Bestärkung der laufenden Anstrengungen des Sicherheitsrats zur Überprüfung und Verbesserung seiner Arbeitsmethoden, namentlich in Bezug auf die Federführung und die Mitfederführung, sowie der Zusammenarbeit und Kommunikation zwischen dem Sicherheitsrat und der Vollversammlung und ihren nachgeordneten Organen, namentlich der Kommission für Friedenskonsolidierung sowie dem Wirtschafts- und Sozialrat und den regionalen und subregionalen Vereinbarungen, unter anderem durch die weitere vollständige Umsetzung und Nutzung der Resolutionen 377A (V) („Uniting for Peace“) und 76/262 („Veto-Initiative“) der Vollversammlung.
d) Die Verbesserung der Beteiligung an der Arbeit des Sicherheitsrats und seiner Nebenorgane und des Zugangs zu dieser Arbeit für alle Mitglieder der Vollversammlung, um die Rechenschaftspflicht des Rates gegenüber den Mitgliedern zu stärken und die Transparenz seiner Arbeit zu erhöhen."

## Papier zur Integration in den Pakt für den „Zukunftsgipfel“ (Pact for the Summit of Future) vom 23. August 2024
Am 24. August 2024 leiteten die beiden Sitzungsvositzenden der „Internationalen Verhandlungen zur Reform des Sicherheitsrats auf Regierungsebene“ ein praktisch mit dem Text von 21. August 2024 wortgleiches, aber als abgeschlossen in Hinsicht auf den „Zukunftspakt“ geltendes Papier an die beiden Sitzungsvorsitzenden des „Zukunftsgipfels der UN“ aus Deutschland und Namibia weiter.

## „Pakt für die Zukunft“ (Pact for the Future) vom 22. September 2024
Der Zukunftspakt wurde am 22. September 2024 durch die Vollversammlung der UN angenommen. Ein Antrag der Russischen Föderation auf eine Textänderung wurde auf Antrag Kongos als Sprecher der Afrikanischen Gruppe mit einer Mehrheit von 143 gegen sieben Stimmen bei 15 Enthaltungen und 28 nicht abstimmenden Ländern nicht behandelt.

## Zwischenstaatliche Verhandlungen auf Regierungsebene zur Reform des Sicherheitsrats (2024/25)
Am 4. Oktober 2024 wurden Tareq M. A. M. Albanai, der Ständige Vertreuter von Kuwait, und Alexander Marschik, der Ständige Vertreter von Österreich bei den Vereinten Nationen, zu den Vorsitzenden der Zwischenstaatlichen Verhandlungen zur Reform des Sicherheitsrats im Rahmen der 79. Vollversammlung der UN eingesetzt. Beide Vorsitzenden luden zu einem ersten informellen Treffen in die Niederlassung bei den UN von Kuwait am 22. Oktober 2024 ein. Am 30. Oktober 2024 versandten die beiden Vorsitzenden der „Zwischenstaatlichen Verhandlungen“ den Zeitplan für die Sitzungen im Rahmen der 79. Vollversammlung der UN.

### Revidiertes Modell von Liechtenstein vom 30. Oktober 2024
Ebenfalls am 30. Oktober 2024 legte Liechtenstein ein revidiertes Modell zur Reform des Sicherheitsrats vor. Das Gremium soll von 15 auf ca. zwanzig Mitglieder erweitert werden. Es soll folgende Kategorien von Mitgliedern geben: Fünf permanente Mitglieder (dieselben wie bisher), sechs Sitze für 8–10 Jahre Dauer (je zwei für die Afrikanische Gruppe bzw. für die Asiatisch-Pazifische Gruppe, je einen für die Lateinamerikanisch-Karibische Gruppe bzw. die Europäische Gruppe). Kein Land, das einen längerfristigen Sitz innehat, darf in dieser Zeit für einen kurzfristigen Sitz kandidieren. Je ein Land aus der Arabischen Gruppe bzw. aus der Gruppe der Kleinen und Entwicklungsländer muss unter den jeweiligen Mitgliedern des Sicherheitsrats vertreten sein. Mindestens ein Sitz von zwei Jahren ist für ein Land aus der Osteuropäischen Gruppe bestimmt (nicht sofort wiederwählbar). Das Arbeitsjahr beginnt am jeweiligen 1. Januar und endet am 31. Dezember eines Kalenderjahres. Revision der Reform durch die Vollversammlung nach 16 bis zwanzig Jahren. Die zustimmende Mehrheit soll bei 3/5 der Mitglieder oder der ganzen Zahl an Sitzen, die dieser Mehrheit am nächsten kommt, liegen. Jedes gewählte Mitglied soll mindestens einmal während der Dauer seiner Mandatsausübung die Präsidentschaft im Sicherheitsrat wahrnehmen. Die Regeln für den Vorsitz und den Ko-Vorsitz sollen auch für alle subsidiären Organe des Sicherheitsrats gelten. Die Mitglieder des Sicherheitsrats sollen Maßnahmen zur Effizienzsteigerung des Gremiums prüfen. Maßnahmen zur Beschränkung des Vetogebrauchs sind Gegenstand weiterer Diskussion. Die relevanten Artikel der UN-Charta werden zusammen mit der Resolution zur Reform des Sicherheitsrats in den Mitgliederländern ratifiziert. Dazu gehören die Artikel 23 (1), 27 (2), 109 (1) und (3).

### Aussprache vom 19. November 2024
Am 19. November 2024 kam es zur ersten Aussprache über das Modell aus Liechtenstein. Dabei zeichnete sich ein Konsens über die Vergrößerung des Sicherheitsrats auf 25–27 Mitglieder ab, die die einzelnen geographischen Regionen angemessen repräsentieren sollten. Auch die Rotation von nicht ständigen Sitzen, vor allem im Fall der Kleinen Insel-Entwicklungsländer, wurden von vielen Mitgliedsstaaten befürwortet. Die Ausweitung der permanenten Sitze blieb hingegen ebenso umstritten wie die Beibehaltung des Vetos und die unterschiedliche Dauer nicht ständiger Sitze. Besonders intensiv wurde über die Sitze für überregionale Gruppen gesprochen.

### Weitere Revision und Kommentare zu einzelnen Punkten vom 21. November 2024
Am 21. November 2024 wurden die Vorschläge noch einmal vertieft debattiert. Liechtenstein bedankte sich für den Wunsch nach textbasierten Verhandlungen, den Text des Zukunftspakts und die Aufnahme von Überprüfungsklauseln in die Vorschläge von L69 und G4. Neben technischen Anpassungen und Präzisierungen von einzelnen Formulierungen wurden folgende Gedanken eingebracht: 1) Aufnahme einer Mehrheitsklausel von 3/5 für Zustimmung und einer entsprechenden Mehrheit für Ablehnung, um die Größe des Gremiums offen zu halten und die Klärung der Vetofrage nicht außer Acht zu lassen; 2) Flexibilisierung der Dauer der Zugehörigkeit abhängig von der Größe des Sicherheitsrats und dem Bedürfnis, jedem Mitglied mindestens einmal die Präsidentschaft während seiner Mitgliedschaft zu ermöglichen; 3) Wunsch nach Klärung der Verteilung der Aufgaben in den nachgeordneten Organen des Sicherheitsrats; 4) Gruppenanträge als Möglichkeit, den Aufwand der Gremienarbeit zu reduzieren (nach Vorbild der Praxis der VV); 5) Notwendigkeit der Kopplung der Vergabe weiterer Vetos an die Übereinstimmung mit der UN-Charta.
Die Kommentare vom 21. November 2024 lauteten unter anderem: 1) Befürwortung der in der UN-Charta niedergelegten gängigen terminologischen Unterscheidung zwischen permanenten und zeitlich befristeten Sitzen durch die Mehrzahl der Länder; 2) Sensibilisierung für den Zusammenhang zwischen Rotationsmechanismen und der Berücksichtigung überregionaler Gruppen als Mitglieder des Sicherheitsrats.
Die Insel-Entwicklungsländer, die Afrikanische Union, die Arabische Liga und die Europäische Union wurden besonders häufig als überregionale Gruppen genannt, dreimal war von der (mitgliederstarken) Union Islamischer Länder und erstmals von der Organisation amerikanischer Staaten als überregionaler Gruppe die Rede. Die Schweiz fragte nach dem spezifischen Beitrag der Kleinen Insel-Entwicklungsländer zur Meinungsbildung des Sicherheitsrats über Frieden und Sicherheit in der Welt. Brasilien befürwortete eine Ausweitung der permanenten Sitze mit Veto, um die globalen Machtverhältnisse der Gegenwart besser abzubilden.
St. Vincent und die Grenadinen fragte für die L69 nach einem Überbrückungsmechanismus für das Veto, der kollektiv bewerkstelligt werden kann, ähnlich auch Benelux mit Blick auf die Veto-Initiative 76/662 der Vollversammlung. Timor Leste forderte die Vetomächte auf, auf die Intensivierung der Reform des Sicherheitsrats zu drängen, um auch die Russische Föderation zu überzeugen. Mexiko richtete an die fünf Vetomächte die dringende Bitte, ein eigenes Reformmodell vorzulegen.

### Modell der Karibischen Gemeinschaft (CARICOM) vom 18. Dezember 2024
Am 18. Dezember 2024 legte die Karibische Gemeinschaft (CARICOM: eine seit 1973 bestehende Organisation karibischer Länder) folgendes Modell vor: Ausweitung der Zahl der permanenten und der nicht permanenten Mitglieder; Wahl neuer permanenter Mitglieder mit einer Stimmenmehrheit von zwei Dritteln der Mitglieder der Vollversammlung, und zwar unter Berücksichtigung von Artikel 23 (1) der UN-Charta, was den Beitrag dieser Mitglieder zur Erhaltung des internationalen Friedens und der internationalen Sicherheit und zu den übrigen Belangen der Vereinten Nationen und was die abgewogene geographische Verteilung angeht; strenger zwei-Jahres-Turnus der Mitgliedschaft für nicht permanente Mitglieder ohne unmittelbare Wiederwahl, Einsetzung ebenfalls aufgrund einer Wahl durch zwei Drittel der UN-Mitglieder in der Vollversammlung; ein ständiger nicht permanenter Sitz für die Kleinen Inselentwicklungsländer, der unter ihnen rotiert, wobei der jeweilige Staat durch zwei Drittel der Vollversammlung gewählt wird; Ausweitung in den Kategorien der permanenten und nicht permanenten Sitze für Afrika bzw. für Asien bzw. für die Karibische Gemeinschaft, Ausweitung in der Kategorie der nicht permanenten Sitze für Osteuropa, Ausweitung in der Kategorie der permanenten Sitze für Westeuropa und andere; Formalisierung der provisorischen Regeln des Sicherheitsrats; mindestens einmalige monatliche Präsidentschaft für jedes Mitglied des Sicherheitsrats während seiner Mitgliedschaft; Abschaffung des Vetos oder Ausstattung aller permanenten Mitglieder mit dem Veto; Limitierung des Vetogebrauchs mit Blick auf Kapitel 7 der UN-Charta; nach Möglichkeit kein Vetogebrauch („the veto should not be used“) bei Gefährdung der internationalen Gemeinschaft als Ganzes, also bei Völkermord, Verbrechen gegen die Menschlichkeit, Kriegsverbrechen und Aggression; Kooperation und gegenseitiger Respekt unter Wahrung der Eigenständigkeit der Mandate von Sicherheitsrat und Vollversammlung; Vollversammlung als oberstes beratendes, politisch richtungsweisendes und repräsentatives Organ der Vereinten Nationen; Stärkung des analytischen Charakters der Rechenschaftsberichte des Sicherheitsrats gegenüber der Vollversammlung gemäß den Artikeln 15 und 24 der UN-Charta über den Umgang mit den Aufgaben, die ihm mit Blick auf die Mitgliedsländer anvertraut sind; kontinuierliche Stärkung der Rolle gewählter Mitglieder bei der Entscheidungsfindung des Sicherheitsrats; Fortsetzung der ad hoc-Rechenschaftspflicht eines Vetomitglieds gegenüber der Vollversammlung nach dem Vetogebrauch; bei Dringlichkeitssitzungen Rechenschaftspflicht eines Vetomitglieds nach dem Vetogebrauch gegenüber den Teilnehmern an der Dringlichkeitssitzung; möglichst weite Unterstützung durch die Mitgliedsstaaten für jede Reformentscheidung im Sinne von Resolution 53/30 der Vollversammlung; Überprüfung jeder Reformentscheidung 10–15 Jahre nach ihrer Annahme und Ratifizierung der jeweiligen Entscheidung.

### Zeitplan für 2025
Am 19. Dezember 2024 wurden seitens der beiden Vorsitzenden der „Zwischenstaatlichen Verhandlungen zur Reform des Sicherheitsrats im Rahmen der 79. Vollversammlung“ folgende Termine für 2025 angesetzt:
21./22. Januar 2025: Cluster-Debatte im Plenum über das Veto.
27./28. Februar 2025: Cluster-Debatte im Plenum zu Arbeitsmethoden und Modelldiskussion.
15./16. April 2025: Cluster-Debatte im Plenum über die Größe des künftigen Sicherheitsrates und Modelldiskussion. Dieser Tagungsordnungspunkt wurde modifiziert: Die Aussprache über die Größe wurde um den Aspekt „Repräsentativität“ ergänzt, die Modelldiskussion wurde auf den nachfolgenden Termin verschoben.
28./29. Mai 2025: Cluster-Debatte im Plenum zum Verfahren der Reform des Sicherheitsrats und Modelldiskussion. Dieser Tagungsordnungspunkt wurde konkretisiert: Es geht um das CARICOM-Modell, das von Guyana vorgestellt und danach, teilweise öffentlich, teilweise unter Ausschluss der Öffentlichkeit, besprochen wird. Die Cluster-Debatte zum Verfahren der Reform wurde am 8. Mai 2025 abgesagt.
23. Juni 2025: Papier mit wesentlichen Elementen und zum weiteren Weg der Reform des Sicherheitsrats. Der Österreicher Alexander Marschik wurde zum Vorsitzenden des 3. Rats der UN ernannt und trat daher von der Federführung in den IGN zurück.
Die Aussprache über den Stand der Reform des Sicherheitsrats in der Vollversammlung der UN ist für den 25. Juni 2025 anberaumt. Themen sollen die angemessene Repräsentation, die Ausweitung der Mitgliedschaft und andere Reformbelange sein. Der Termin wurde auf den 23. Juni 2025 vorverlegt. Die Nachmittagssitzung wurde annulliert.

### Sitzungen vom 21. und 22. Januar 2025
Bei den Sitzungen der IGN zur Veto-Frage am 21. Januar 2025 bestand große Übereinstimmung in der Forderung nach einer Beschränkung des Vetogebrauchs. Die Schweiz plädiert für eine größere Verbindlichkeit der Regeln zur Beschränkung des Vetogebrauchs, indem auch das verbliebene Drittel an UN-Mitgliedern, insbesondere die bisherigen Vetomächte, die entsprechenden Vereinbarungen unterschreibt. In der Frage, ob neue permanente Mitglieder bei einer Erweiterung des Sicherheitsrats ebenfalls ein Veto erhalten sollen, gibt es noch Gesprächsbedarf. Die L69-Gruppe, die Afrikanische Union, Indien, Frankreich und zahlreiche einzelne Länder sind für eine unmittelbare Übertragung des Vetos auf neue permanente Sitze. Die G4 und Benelux befürworten eine Übertragung des Vetos an neue permanente Mitglieder erst nach Überprüfung der Reform des Sicherheitsrates durch die Vollversammlung nach etwa zehn bis 15 Jahren. Spanien plädiert für eine Stärkung der gewählten Mitglieder, Südkorea für eine Beachtung der Rotationsmechanismen in den regionalen und überregionalen Gruppen. Mexiko und Südkorea plädieren für periodische Wahlen, z. B. durch langfristige, einmal wieder wählbare Sitze. Portugal setzt neben anderen Ländern auf eine Stärkung der Vollversammlung im Sinne der Initiative „Uniting for Peace“. Auch eine Konferenz zur Überprüfung der Charta mit Fokus auf der Reform des Sicherheitsrats, besonders die Vetofrage, könnte helfen. Costa Rica erinnert hierfür besonders an Artikel 108 der Charta. Die Türkei ist gegen eine Ausweitung des Vetos, da sich die Schwierigkeiten mit einem inflationären oder politisierten Vetogebrauch nur vervielfachten. Die Russische Föderation sieht den Vorteil des Vetos in seiner Kraft, innerhalb des Sicherheitsrats Kompromisse zu fördern. Das Veto müsse allerdings künftig die 'ultima ratio' bleiben. Wichtig sei es, daran zu erinnern, dass Resolutionen des Sicherheitsrats verbindliches Völkerrecht darstellen.
Die beiden Sitzungen vom 22. Januar 2025 wurden kurzfristig abgesagt.

### Sitzungen vom 27. Februar 2025
Die beiden Sitzungen der IGN vom 27. Februar 2025 behandelten die Ausweitung sowie die Arbeitsmethoden des bestehenden und des künftigen Sicherheitsrats. Sie griffen dabei auf das so genannte „Grüne Buch“ zurück, das nach seinem Einband benannt ist und im Laufe der kommenden Monate im Druck erscheinen soll. Es beruht maßgeblich auf der langjährigen Arbeit des Mitgliedslands Japan, das nun auf dieser Grundlage einen Text für textbasierte Verhandlungen vorlegen will. Dies entspricht dem Wunsch mehrerer Mitgliedsländer. Über die Aufnahme afrikanischer Länder unter beide Kategorien der Mitglieder besteht Übereinstimmung. Deutschland befürwortete eine sukzessive, an die Revision des Sicherheitsrats durch die Vollversammlung gebundene Übertragung von Vetorechten an neue ständige Mitglieder. Viele Länder bedauerten die Polarisierung im Sicherheitsrat, die 2024 einen traurigen Höhepunkt mit der größten Anzahl von Vetos seit dem Ende des Kalten Krieges erreicht habe. Ein großer Konsens bestand dagegen in Hinsicht auf die Zusammenarbeit zwischen dem Sicherheitsrat und der Vollversammlung. Argentinien betonte die Komplementarität von Sicherheitsrat und Vollversammlung. Für die Nordischen Länder repräsentieren die gewählten Mitglieder die Vollversammlung. Die Türkei erinnerte an die Vollversammlung als Inbegriff der Souveränität der Mitgliedsländer und sieht in ihr die Hauptverantwortliche für den internationalen Frieden und die globale Sicherheit. Die Konsensgruppe hofft auf ein sich ergänzendes und gegenseitig stärkendes Verhältnis von Sicherheitsrat und Vollversammlung. Eine Reihe von Ländern sprach sich zudem für eine engere Kooperation mit der Kommission für Friedenskonsolidierung, dem Wirtschafts- und Sozialrat der Vereinten Nationen sowie weiteren Organen der UN aus. Auch die Kooperation mit regionalen und subregionalen Gruppen soll nach Meinung vieler Mitgliedsländer gestärkt werden. Das Vereinigte Königreich und Nordirland sprachen sich für den Wunsch der Vollversammlung nach mehr Transparenz aus und schlugen dafür ein informelles Treffen beider Organe vor, um herauszufinden, wie der Jahresbericht des Sicherheitsrats den übrigen Mitgliedern der Vollversammlung am besten nützen kann. Die Zusammenarbeit mit Ko-Federführern und den weiteren Mitgliedern des Sicherheitsrats wurde als sehr fruchtbar dargestellt. Um als Organ handlungsfähig zu bleiben, sollte der Sicherheitsrat Ziel und Agenda seiner Sitzungen künftig klarer definieren und nicht zu häufig tagen. Im Sinne einer Stärkung der nicht ständigen Mitglieder wurde mehrfach an die Verbesserung der Regeln zur Federführung im Sicherheitsrat und seinen Unterorganen erinnert. Auch die Zusammenarbeit des Sicherheitsrats mit Berichterstattern aus Krisengebieten, Vertretern der Zivilgesellschaft und Wissenschaftlern wurde von mehreren Mitgliedsländern ausdrücklich gewünscht. Alle Länder, die Truppen oder Polizeieinheiten der UN stellen, sollten in vertieften Beziehungen zum Sicherheitsrat stehen. Das Ausmaß an Transparenz des Sicherheitsrats gegenüber Nichtmitgliedern und der weiteren Öffentlichkeit wurde unterschiedlich bewertet. Während die Russische Föderation und Weißrussland eher ein exklusives Gremium befürworteten, war die Mehrzahl der Länder für eine stärkere Öffnung des Sicherheitsrats gegenüber Mitgliedsländern, die gerade nicht im Sicherheitsrat amtieren. Die nicht öffentlichen Sitzungen (zur Stärkung des Vertrauens innerhalb des Sicherheitsrats) sollten sich zumindest in Presseverlautbarungen niederschlagen. Die Konsensgruppe wünschte periodische Wahlen, um den Sicherheitsrat lebendig und offen zu halten. Auch die Beschränkung des Vetogebrauchs im Sinne der Resolutionen 377 A (4) vom 3. November 1955 bzw. 76/262 vom 26. April 2022 sowie von Art. 27 (3) der UN-Charta wurde immer wieder hervorgehoben. Benelux und Thailand forderten außerdem einen Abstimmungsmodus für die in Zukunft zu praktizierenden affirmativen Voten des Sicherheitsrats mit Blick auf die gegenwärtige Praxis. Timor Leste befürwortete ebenfalls eine Änderung des Abstimmungsverfahrens. Das Sanktionsregime und die Implementierung von Friedensmandaten müssten verbessert werden, um Fairness für sanktionierte Länder und einen Dialog mit den Trägern von Friedensmissionen zu ermöglichen. Die Russische Föderation kündigte außerdem an, sich in Kürze zum Vorschlag der Karibischen Gruppe vom 18. Dezember 2024 äußern zu wollen.

### Sitzungen vom 15. und 16. April 2025
An den öffentlichen Sitzungen vom 15. April 2025 nahmen 48 Länder und Ländergruppen teil. Themen waren die Größe, die regionale Repräsentativität und die Effektivität des künftigen Sicherheitsrats.
Liechtenstein unterbreitete ein Plädoyer für längerfristige Sitze, um die nötige Angemessenheit (equality) in der Vertretung der Mitgliedsländer herzustellen, und befürwortete eine Rotation innerhalb von überregionalen Gruppen, wie z. B. den SIDS oder der Arabischen Gruppe. In den Augen Liechtensteins sind die Regionalgruppen der UN veraltet und würden der aktuellen Weltlage nicht mehr gerecht. Ähnlich argumentierte auch Südkorea, das längerfristige erneuerbare Sitze als besonders zukunftsträchtig erachtete. Singapur hob mit Blick auf die Zusammensetzungen der UN in den Jahren 1945, 1964 und 2025 hervor, dass alle Stimmen der UN künftig im Sicherheitsrat gehört werden sollten. Die Mehrzahl der UN-Mitglieder seien so genannte „kleine Länder“ (jeweils mit einer Bevölkerung unter 10 Millionen Einwohnern). Zwei Drittel der sechzig Länder, die noch nie im Sicherheitsrat mit mitgearbeitet hätten, gehörten zu dieser Gruppe. Wiewohl der rotierende, nicht ständige Sitz für die SIDS ein guter Weg sei, äußerte Singapur die Sorge, dass vor allem kleine Länder, die zu keiner Regionalgruppe mit rotierendem Vertretungssystem gehörten, auch weiterhin kaum eine Chance auf Teilhabe an den Entscheidungsprozessen im Sicherheitsrat hätten. Pakistan sprach sich für gewählte, nicht ständige Mitglieder zur Stärkung der Gleichheit in der UN aus.
Die Konsensgruppe mit Italien als Sprecher setzte sich für folgende Zusammensetzung des künftigen Sicherheitsrats ein: Neben den 5 ständigen Mitgliedern 22 gewählte Mitglieder, darunter je 3 längerfristige Sitze bzw. 3 zweijährige Sitze für Afrika (AU) bzw. die Region Asien-Pazifik (APG), je 2 längerfristige Sitze bzw. 2 zweijährige Sitze für Lateinamerika und die Karibik (GRULAC), je 1 längerfristigen Sitz bzw. 1 zweijährige Sitz für Westeuropa und andere (WEOG) bzw. Osteuropa (EEG), einen rotierenden Sitz für Kleine Insel-Entwicklungsstaaten (SIDS), der als längerfristiger Sitz innerhalb einer Regionalgruppe oder als zweijähriger Sitz realisiert werden kann. Die Konsensgruppe verfolge mit Interesse die Überlegungen zu neuen ständigen Mitgliedern. Die geographische Verteilung der ständigen Sitze widerspreche den Weltregionen, was in Verbindung mit dem Vetorecht den Abstimmungsmodus erschwere. Daher plädiere die Konsensgruppe dafür, dass die gewählten Mitglieder nur dann abstimmen sollten, wenn eine gute Entscheidungsgrundlage vorhanden sei. Andernfalls sollten sie nicht abstimmen und damit eine gültige Resolution verhindern (also eine Art Gruppenveto ausüben).
Mexiko plädierte im Sinne der Konsensgruppe für eine Erweiterung des Sicherheitsrats ausschließlich durch Zuwahlen auf 25–27 Sitze. Im Sinne von Art. 27 der Charta sollen auch künftig 15 Stimmen eine Entscheidung des Sicherheitsrats verbindlich machen. Das Veto der ständigen Mitglieder ließe sich bereits aufheben, wenn 15 oder mehr Mitglieder sich enthielten (also als Bremse wirkten). Der Zugang zum Sicherheitsrat soll für Länder in überregionalen Gruppen, wie z. B. der Arabischen Gruppe oder der Gruppe der Kleinen Inselentwicklungsländer, über ein klar definiertes, jeweils nach festen Regeln verlaufendes Rotationsverfahren erleichtert werden. Sie sollen allerdings während ihres Mandats davon absehen, Entscheidungen im eigenen Interesse zu treffen, sondern ausschließlich den Frieden im Blick haben.
Slowenien sah in einem Gruppen-Veto statt im Einzelveto den Weg der Zukunft. Es befürwortete Konfliktvermeidung, -management und -lösung als regionale Aufgabe nach dem Beispiel der Afrikanischen Union, zudem einen weiteren osteuropäischen Sitz, weil sich diese Regionalgruppe seit 1964 mehr als verdoppelt habe. Es solle einen rotierender SIDS-Sitz trotz möglicher finanzieller Probleme der UN geben. Jedes Mitglied des Sicherheitsrats soll auch die eigene Regionalgruppe bei seiner Tätigkeit im Blick haben. Für die Effektivität des Gremiums förderlich sei vor allem eine Entschlackung der Arbeitsprozesse. Osttimor betonte die Notwendigkeit eines Vetoverbots bei Gräueltaten, schlug ein „gedoppeltes Veto“ vor und hoffte auf die Chancen der Diplomatie, einen effizienten und repräsentativen SR zu schaffen.
Spanien sprach sich für einen Ausgleich historischer Ungerechtigkeiten in der regionalen Repräsentanz (v. a. für Afrika, Lateinamerika-Karibik und Asien-Pazifik, außerdem für die SIDS und alle Binnenländer) aus, befürwortete aber eine längere oder aufeinander folgender Periodizität der Sitze und eine Limitierung oder Aufhebung des Vetos. Für Argentinien ermöglichen periodische Wahlen eine Rotation innerhalb der Regionalgruppen. Wahlen ständen vor allem für Rechenschaft gegenüber der Regionalgruppe bzw. gegenüber der Vollversammlung. Chile plädierte für 25 Mitglieder des Sicherheitsrats, die im Sinne der Vorschläge Mexikos, Liechtensteins und der Konsensgruppe mit wieder wählbaren oder längerfristigen Sitzen ausgestattet werden sollten. Ecuador sprach sich hingegen strikt gegen neue Mitglieder mit permanenten Sitzen aus. Mitglieder des Sicherheitsrats sollten niemals die Interessen ihrer Regionalgruppen vertreten müssen.
Das Modell der G4 wurde von Indien vorgestellt. Es umfasst: 1) Erweiterung des Sicherheitsrats von 15 auf 25 oder 26 Mitglieder, wobei er 2) 11 ständige und 14 oder 15 nicht ständige Mitglieder umfassen soll. 3) und 4) Die neuen ständigen bzw. nicht ständigen Mitglieder sollen durch die Vollversammlung gewählt werden: 2 bzw. 1–2 aus Afrika, 2 bzw. 1 aus dem asiatisch-pazifischen Raum, 1 bzw. 1 aus der Karibik/Lateinamerika, 1 aus Europa bzw. 1 aus Osteuropa. 5) Angemessene Berücksichtigung der mittleren und Entwicklungsländer bzw. der kleinen Länder (9–10 nicht ständige Sitze). Die Forderung, den Sicherheitsrat nur um nicht ständige Mitglieder zu erweitern, missachte v. a. die Interessen Afrikas und widerspreche damit der Resolution 62/557 der Vollversammlung. Die veränderte Weltlage steht in den Augen der G4 für eine hohe Dringlichkeit der Reform des Sicherheitsrats. Textbasierte Verhandlungen müssten so schnell wie möglich aufgenommen werden. Weitere Vorschläge und Modelle seien willkommen. Indien sprach sich mit nationaler Stimme gegen das mehrmals vorgetragene Effizienzargument – je kleiner der Sicherheitsrat sei, desto effektiver agiere er – aus, da diese Aussage den weiteren Fortschritt der Reform immer wieder blockiere. Eine Aufnahme von überregionalen Gruppen, die sich auf Religion oder Glauben stützen, widerspreche dem in der UN verfolgten Regionalprinzip. Deutschland sprach sich für permanente Sitze für alle Regionalgruppen der UN aus. Japan befürwortete eine Erhöhung von 15 auf 25 oder 26 Mitglieder, je 2 permanente bzw. 2 nicht permanente Sitze für Afrika, 4 weitere permanente und 4 oder 5 nicht permanente Sitze für die Regionalgruppen Asien-Pazifik, Lateinamerika bzw. Karibik. Japan verwies außerdem auf Maßnahme 39 des „Zukunftspakts“. Brasilien betonte die unbedingte Dringlichkeit der Reform des Sicherheitsrats.
Die Afrikanische Union gab ihrer Freude über den allgemeinen Konsens Ausdruck, wonach sie 2 ständige Sitze (mit Veto, sofern dies beibehalten wird) erhalten soll. Sie forderte des Weiteren 5 nicht ständige Sitze, weil diese Ausweitung der Anzahl und dem Stellenwert afrikanischer Mitgliedsländer in der UN entspreche. Auch alle anderen permanenten Sitze, die eingerichtet würden, sollten jeweils ein Veto erhalten, sofern das Veto beibehalten würde. Kenia, das ein stärkeres Hören auf die Betroffenen forderte, und Zimbabwe schlossen sich dieser Position an.
Auch Ägypten befürwortete die Positionen der Afrikanischen Gruppe und erinnerte außerdem an den Paragraphen 39 (e) des „Zukunftspakts“ und die Resolution 62/557 der Vollversammlung, als es seine Position konkretisierte: Ablehnung textbasierter Verhandlungen zum jetzigen Zeitpunkt, Erweiterung des Sicherheitsrats auf eine Größe in den Mitzwanzigern und gute Verfahrensregeln zur Wahrung der breiteren Repräsentanz und der Operationalität des Sicherheitsrats, 2 permanente und 2 nicht permanente Sitze für Afrika (mit Veto), permanenter Sitz (mit Veto) für die Arabische Gruppe, weil diese besonders häufig Gegenstand im Sicherheitsrat sei, Förderung der Repräsentanz der SIDS und der Organisation der Islamischen Länder im Sicherheitsrat. Kambodscha vertrat die Ansicht, dass das Vertrauen der Weltgemeinschaft in den Sicherheitsrat als Garanten für globalen Frieden und weltweite Sicherheit an einer gleichmäßigen geographischen Verteilung der Sitze hänge, weswegen neue Sitze in beiden Kategorien geschaffen werden sollten. Nicaragua plädierte für eine Reform der UN mit der Reform des Sicherheitsrats als Herzstück.
Nach Einschätzung der Nordischen Länder sind die meisten UN-Mitglieder entweder kleine oder mittelgroße Länder, deren Repräsentanz im Sicherheitsrat gestärkt werden muss. Die einmalige Präsidentschaft in einer Sitzungsperiode sollte gewahrt bleiben. Gegebenenfalls müsse das Rotationsverfahren innerhalb des Sicherheitsrats entsprechend angepasst werden. Die genaue Anzahl der permanenten und der nicht permanenten Sitze soll das Ergebnis weiterer Verhandlungen sein. Es sei höchste Zeit für textbasierte Verhandlungen, für die der „Zukunftspakt“ als Orientierungsrahmen dienen und bei denen an den Konsens über Afrika und die SIDS gedacht werden müsse. Benelux plädierte für langwährende Mandate nicht ständiger Mitglieder, für den „Zukunftspakt“ als Grundlage der Verhandlungen sowie für die Stärkung Afrikas und Inselentwicklungsländer.
Die L69-Gruppe sah sich als Stimme des Globalen Südens. In Folge der Dekolonisierung habe sich die Anzahl der Mitgliedsländer der UN seit 1945 verdreifacht. Die Zusammensetzung des künftigen Sicherheitsrats soll sich an einer adäquaten Repräsentanz aller Länder orientieren und etwa bei 27 Mitgliedern liegen. Die Effizienz lasse sich durch Überprüfung und Ausbalanzierung, Mechanismen zur Wahrung der Berechenbarkeit und probate Arbeitsmethoden herstellen und bewahren. Die L69 plädierten für eine Ausweitung beider Kategorien von Sitzen, hofften auf entsprechende Modelle und erwarteten zeitnahe textbasierte Verhandlungen. Kuba befürwortete 26 Mitglieder für den Sicherheitsrat und eine Vergrößerung in beiden Kategorien, permanente Sitze: 2 Afrika, 2 Asien, 2 Lateinamerika-Karibik, 15 nicht permanente Sitze. Mikronesien betrachtete sich als Teil des globalen Südens, schloss sich als Vertreter der SIDS dem Vorschlag für einen rotierenden Sitz dieser Ländergruppe an und bejahte 2 permanente Sitze für die Afrikanische Union. 4 permanente Sitze für die G4 waren diesem Land ebenfalls willkommen. Nauru forderte im Sinne der L69-Gruppe Verbesserungen auf allen Ebenen der Mitgliedschaft, um Neokolonialismus zu verhindern.
Vier von fünf Vetomächten nahmen an der Sitzung teil und äußerten folgende Ansichten: Frankreich hob Effektivität und Repräsentativität ale Leitmotive der Reform des Sicherheitsrats hervor und plädierte für eine Erweiterung beider Kategorien von Sitzen, wobei es je einen ständigen Sitz für die Mitglieder der G4 und 2 ständige Sitze für Afrika vorsah. Die Repräsentanz der Regionalgruppen Karibik-Lateinamerika bzw. Asien-Pazifik sollte in dieser Kategorie beachtet werden. Der Sicherheitsrat sollte insgesamt 25 Mitglieder haben. Eine baldige Resolution der Vollversammlung zur Wahl neuer Mitglieder werde als nötig erachtet. Das Vereinigte Königreich und Nordirland schlugen eine permanente Repräsentanz für Afrika, permanente Sitze für die G4 sowie eine Ausweitung der nicht permanenten Sitze in die Mitzwanziger unter Berücksichtigung der regionalen Repräsentanz vor. Die Russische Föderation bejahte eine größere Repräsentanz der Entwicklungsländer aus Asien, Afrika und Lateinamerika. Einer Erhöhung der Repräsentanz Osteuropas stand sie skeptisch gegenüber, da sie ein befürchtetes Ungleichgewicht zu Gunsten der so genannten „westlichen Länder“ fördere. Eine Erhöhung der Sitze über die Zahl von 20 Ländern erschien ihr wegen des Multilateralismus der UN als sinnvoll. Die seit 2024 praktizierte Überprüfung der Vetos durch die Vollversammlung wecke allerdings die Befürchtung vor zu viel Zeitaufwand. Die RF halte an einer Beibehaltung des Veto gegenüber einer einfachen Mehrheitsentscheidung fest. China befürwortete eine multipolare Welt, eine Stärkung des Globalen Südens statt der Priorisierung bestimmter Länder und eine gleichmäßigere Verteilung der Sitze mit besonderer Rücksicht auf die Kleinen Insel-Emtwicklungsländer, Afrika, Lateinamerika-Karibik und islamische Länder.

### Interaktives Handbuch der provisorischen Regeln des Sicherheitsrats, Aktualisierung vom 1. Mai 2025
Am 1. Mai 2025 wurde das durch Japan seit mehreren Jahren betreute „Interaktives Handbuch der provisorischen Regeln des Sicherheitsrats“ aktualisiert.

### Vorstellung und Aussprache über das Modell der Karibischen Gemeinschaft (CARICOM) vom 29. Mai 2025
An der Vorstellung und Aussprache über das Karibischen Gemeinschaft (CARICOM) in der Sitzung vom 29. Mai 2025 nahmen 8 Ländergruppen und 31 Länder teil. Die USA waren nicht zugegen. Guyana stellte das Modell der CARICOM vor, indem es zunächst drei allgemeine Bemerkungen zu den IGN machte: 1) Veto-Konstruktion des Sicherheitsrats als Haupthemmnis für dessen Reaktionsfähigkeit, was Störungen des Friedens betrifft; 2) Forderung nach Umgestaltung der Abstimmungsstruktur im Sicherheitsrat entsprechend der heutzutage gebräuchlichen Vorgehensweisen in multilateralen Gremien; 3) Dringende Aufforderung an alle UN-Mitgliedsstaaten, die Reform des Sicherheitsrat [in der Vollversammlung] zu behandeln. Gegenüber dem CARICOM-Vorschag vom 18. Dezember 2024 gab es aufgrund der Analyse anderer Reformmodelle folgende Präzisierungen und Modifikationen: Wahl neuer ständiger bzw. nicht ständiger Mitglieder durch jeweils mindestens zwei Drittel der UN-Vollversammlung; Ablehnung längerfristiger Sitze wegen Gefahr der internen Hierarchisierung des Sicherheitsrats; Rotationsmodalitäten [sprich Benennung des oder der jeweiligen Kandidaten] der SIDS innerhalb dieser Gruppe; stärkere Formalisierung der provisorischen Regeln des Sicherheitsrats, um diesen auch bei größerer Mitgliederzahl effizient zu halten und die Transparenz gegenüber Nichtmitgliedern des Sicherheitsrats innerhalb der UN zu stärken; gegenseitige Unterstützung von Sicherheitsrat und Vollversammlung und Nichteingreifen des Sicherheitsrats in spezifische Befugnisse der Vollversammlung gemäß Art. 11 der UN-Charta (also, wenn es um den Frieden und die Sicherheit aller Mitgliedsländer geht]; dringende Aufforderung nach Fortsetzung der Debatte der Vollversammlung über den Umgang mit dem Veto, wobei jede Vetomacht verpflichtet werden soll, an der Sitzung teilnehmen und ihren Standpunkt zum Veto konkret zu erläutern.
Eine Nachfrage zum Nominationsverfahren bei den SIDS wurde mit dem Hinweis auf eine laufende interne Diskussion beantwortet, wie die Rotation realisiert werden soll. Ziel sei die Vermeidung von Ungerechtigkeiten. Eine Nachfrage zum Überprüfungsverfahren durch die Vollversammlung erhielt als Antwort, dass die Überprüfung dazu dienen soll, den Sicherheitsrat zu seiner Zwecksetzung fähig zu machen. Es solle idealiter sowohl ständige Überprüfungen im Rahmen der Arbeit des bestehenden Sicherheitsrats als auch eine Überprüfung des reformierten Sicherheitsrats nach einer bestimmten, festgelegten Zeit geben. Die Frage, ob nicht auch die Arabische Gruppe bei der geographisch repräsentativen Verteilung von neuen Sitzen berücksichtigt werden müsse, erhielt die Antwort, dass dies den weiteren Verhandlungen auf Regierungsebene (IGN) überlassen bleiben sollte. Die Arabische Gruppe hatte sowohl einen ständigen Sitz als auch einen nicht ständigen Sitz gefordert, weil sie 11 Prozent der Weltbevölkerung stelle, die meisten vetoträchtigen Konflikte überhaupt erlitten habe und ihre Interessen weder kongruent mit denen der Afrikanischen Union noch mit denen der asiatischen Gruppe seien.
Als Tendenzen zeichneten sich folgende Punkte in der Aussprache ab: 1) Beseitigung der geographischen Ungerechtigkeiten der aktuellen Sitzverteilung des Sicherheitsrats, 2) Berücksichtigung der Afrikanischen Union sowie der SIDS bei der Sitzverteilung für den neuen Sicherheitsrat, 3) Stärkung der Vollversammlung durch Erinnerung an sein Mandat, den Frieden und die Sicherheit für alle Mitgliedsländer zu gewährleisten, 4) Komplementarität von Vollversammlung und Sicherheitsrat, auch und gerade im Umgang mit dem Veto, 5) Abschaffung oder Limitierung des Vetos, vor allem in Fällen, in denen eine Vetomacht Kriegspartei ist, 6) Wunsch nach textbasierten Verhandlungen. Umstritten blieb die Funktion von Wahlen in der Vollversammlung für die Schaffung neuer ständiger Sitze.

### Brief des Vorsitzenden der Zwischenstaatlichen Verhandlungen im Rahmen der 79. Vollversammlung zur Reform des Sicherheitsrats vom 17. Juni 2025
Am 17. Juni 2025 wurde ein Brief des Vorsitzenden der Zwischenstaatlichen Verhandlungen zur Reform des Sicherheitsrats veröffentlicht, in dem dieser den Stand der Verhandlungen im Rahmen der 79. Vollversammlung aus seiner eigenen Sicht vorstellte und kommentierte. Er stellte 19 allgemeine Konvergenzen und eine allgemeine Divergenz heraus. Außerdem nahm er die Konvergenzen und Divergenzen innerhalb der fünf Themenfelder In den Blick. Folgende Divergenzen (offene Gesprächsthemen) der IGN (GA79) wurden benannt: 1) Frage des angemessenen Verhältnisses zwischen der Gesamtzahl nicht ständiger Mitglieder und der Anzahl von Mitgliedsländern in den Regionalgruppen; 2) Frage des Mandats, das heißt: Vertritt ein Mitglied des Sicherheitsrats das Interesse aller Mitgliedsländer, das Interesse seiner Regionalgruppe oder das Interesse seines eigenen Landes?; 3) Frage der gleichmäßigen geographischen Verteilung und der regionalen Repräsentanz, das heißt: Sollen bei einer Erweiterung ständiger Sitze diese einem Land oder einer Region zugesprochen werden?; 4) Frage der Vereinbarkeit der Resolution 62/557 der Vollversammlung mit Artikel 23 (1) der UN-Charta; 5) Frage der längerfristigen Sitze bzw. rotierender kurzfristiger Sitze (z. B. SIDS) am Beispiel der Vorschläge der Konsensgruppe (GA79) bzw. der Staaten Mexiko und Frankreich (GA 77) im Vergleich zu einer Ausweitung ständiger bzw. nicht ständiger Sitze nach den Vorschlägen der Afrikanischen Gruppe, der Arabischen Gruppe, der CARICOM, der G4 bzw. der L69; 6) Frage der Zielsetzung, Begrenzung und des Gebrauchs des Vetos: Soll die Vollversammlung mit einer deutlichen Mehrheit ein Veto außer Kraft setzen dürfen? Unter welchen Voraussetzungen? Ist die Umgestaltung des Vetos zu einem Veto durch mehrere Länder/Ländergruppen zur Ablehnung von Entscheidungen des künftigen Sicherheitsrats sinnvoll?; 7) Frage des Zeitpunkts und der Voraussetzungen für textbasierte Verhandlungen, 8) Frage der Überprüfungsklausel durch die Vollversammlung.

### Sitzung vom 23. Juni 2025
In der Aussprache zu dem Brief des Vorsitzenden der Zwischenstaatlichen Verhandlungen im Rahmen der 79. Vollversammlung zur Reform des Sicherheitsrats vom 17. Juni 2025 ging es am 23. Juni 2025 zum einen um Akzentsetzungen, Formulierungen, Zuordnungen und Gewichtungen, zum anderen um die Rolle des Zukunftspakts von 2024 bzw. der Veto-Initiative 76/262 der 77. Vollversammlung für die weiteren Verhandlungen zur Reform des Sicherheitsrats. Liechtenstein und die Afrikanische Union sahen zum jetzigen Zeitpunkt den wichtigsten Gesprächs- und Handlungsbedarf in der Limitierung des Vetos. Mehrere Länder befürworteten einen baldigen Übergang zu einem konsolidierten Modell, das der Vollversammlung – idealiter beim 80-jährigen Jubiläum der UN - vorgelegt werden kann, andere sprachen sich für textbasierte Verhandlungen aus. Dritte beriefen sich auf den "Geist des Zukunftspakts", der einen breiten Konsens für ein konsolidiertes Modell wachsen lassen könne. Ein mündlicher Bericht über den Stand der IGN vor der 80. Vollversammlung könnte als handlungsorientierter Kompromiss zwischen den verschiedenen Positionen dienen. Wichtig für die kommenden Aussprachen der IGN seien die Meinungsäußerungen aller Vetomächte. Unterschiedliche Positionen bestanden auch zur Rolle der IGN. Die einen sahen in den IGN die exklusive Plattform für die Reform des Sicherheitsrats, andere eine legitimierte und eigenständige Plattform, dritte ein technisches Hilfsmittel.

## Beratungen des Sicherheitsrats zur Reform des Sicherheitsrats im Rahmen der Vollversammlung der UN

### Informelle Aussprachen zur „Verbesserung der Verfahrensweisen des Sicherheitsrats“ vom 11. und 19. März 2024
Am 11. März 2024 wurden die Arbeitsmethoden des Sicherheitsrats in Hinsicht auf den Austausch mit dem Generalsekretär der UN vorgestellt und besprochen. Die Einschränkung des Vetos, die Verbesserung des Systems der Schriftführererschaft sowie klarere Verfahrensregeln für die Verhängung und Beendigung von Sanktionen wurde ebenso gewünscht wie eine größere Orientierung an den Fakten, eine bessere Berechenbarkeit der Entscheidungsprozesse und eine Zusammenarbeit mit den durch einen Konflikt betroffenen Ländern. Auch das Selbstverteidigungsrecht nach Artikel 51 der UN-Charta wurde hervorgehoben. Am 12. März 2024 ging es auf Antrag der Europäischen Union um eine Kooperation zwischen den UN und der EU. Am 13. März 2024 stand die Rolle von Frauen und jungen Menschen bei der Prävention von Konflikten im Mittelpunkt der Debatte.
Am 19. März 2024 kam es vormittags auf Initiative Japans (als Ratspräsidentschaft) zu einer Aussprache über die Verbesserung der Verfahrensweisen des Sicherheitsrats. Es beteiligten sich sechs Ländergruppen, zwei Vetomöchte und 16 Einzelstaaten.

### Informelle Aussprache über „Kooperation der Vereinten Nationen mit regionalen und überregionalen Gruppen (Arabische Liga)“ vom 23. Januar 2025
Am 23. Januar 2025 wurde im bestehenden Sicherheitsrat über die Zusammenarbeit der Vereinten Nationen mit der Arabischen Liga als regionaler bzw. als überregionaler Gruppe beraten. Das Gespräch drehte sich nicht zuletzt um einen häufigeren und strukturierteren Dialog zwischen dem Sicherheitsrat und der Arabischen Liga, etwa durch jährliche Zusammenkünfte, periodische Sitzungen zum Aufbau von Ressourcen bzw. gemeinsame Resolutionen oder Kommuniquées. Die Kenntnisse der Region und der besonderen Empfindlichkeiten der Arabischen Liga sollten mit dem globalen Mandat des Sicherheitsrats kombiniert werden. Es bestand die Hoffnung, dass der aktuelle Waffenstillstand im Gazastreifen als Katalysator für weitere Friedensbemühungen in der Region, wie etwa im Libanon, Libyen, Somalia, dem Sudan, Syrien oder Yemen, wirkt. Insbesondere die Rolle der Frauen für die Friedenswiederherstellung wurde hervorgehoben.

### Informelle Aussprache zur „Blaupause“ einer Kooperationsvereinbarung zwischen der Vollversammlung der UN und dem Europäischen Rat vom 23. Januar 2025
Am 23. Januar 2025 fand auf Betreiben von Litauen und Liechtenstein außerdem eine informelle Beratung über eine Art Blaupause für eine Kooperationsvereinbarung zwischen dem Europäischen Rat und der Vollversammlung der UN statt.

### Informelle Aussprache über „Multilateralismus“ und „Neue Weltordnung“ im Sicherheitsrat mit Öffnung zur Vollversammlung vom 18. Februar 2025
Am 18. Februar 2025 fand eine Debatte des Sicherheitsrats im Rahmen der Vollversammlung der UN statt. Das Eingangstatement des Generalsekretärs der UN unterstrich den dringenden Bedarf nach einer Stärkung des Multilateralismus und einer Erneuerung der Weltordnung (Multilateralism and Global Governance), damit die Hauptaufgaben der UN, Vermeidung von Kriegen, nachhaltige Entwicklung sowie Verteidigung der Menschenrechte, weiter gestärkt werden. Er verwies auf die grundlegende Bedeutung des „Zukunftspakts“, der die Friedensmaßnahmen (peace machinery), die Koordination der UN mit regionalen Organisationen und die Konsensbildung zur weltweiten nuklearen Abrüstung, zur Vermeidung eines Rüstungswettlaufs im Weltall sowie zur Nichtanwendung von autonomen Waffensystemen stärkt. Die Prävention von Kriegen mit Mitteln der Diplomatie sei das Kernanliegen der UN. Die veraltete Struktur des Sicherheitsrats muss nach Ansicht der Vollversammlung reformiert werden. Die Stärke der UN liege in der Bereitschaft und dem Willen der Mitgliedsländer, aktiv an den Aufgaben der UN mitzuwirken. In der Aussprache hob China seine Rolle als größtes Entwicklungsland und Handelspartner von 150 Ländern hervor und forderte eine weltweite Zusammenarbeit zur Sicherung der Handelswege (High Quality Belt and Road Cooperation). Panama betonte das Anrecht seines Landes auf den Panamakanal. Umfassender Frieden und geteilter Wohlstand sind für China schwer erreichbare, aber unverzichtbare Ziele. Pakistan verwies ebenso wie Algerien auf den Bedarf nach flexiblen und nachhaltigen Finanzmechanismen und eine Reform der entsprechenden Institutionen. Die weitere Debatte drehte sich vor allem um die Reform des Sicherheitsrats. Während England und Frankreich wie die meisten nicht ständigen Mitglieder des Sicherheitsrates eine Stärkung Afrikas und eine demokratische, effiziente, repräsentative und berechenbare Zusammensetzung des Sicherheitsrats befürworten, warfen die USA den Vetomächten Russische Föderation bzw. China vor, die Stabilität der Weltordnung durch den „blutigen Krieg“ in der Ukraine bzw. die „Ausnutzung des eigenen Status als Entwicklungsland“ zu gefährden. Die USA behielten sich vor, die eigenen Beitragszahlungen zur UN ständig zu überprüfen, mit der doppelten Frage, ob die UN US-amerikanischen Interessen dient und ob sie in den Augen der USA als reformierbar erscheint. In den Augen des Vereinigten Königreichs als weiterer Vetomacht verfügt die UN über die Instrumente, Frieden und Sicherheit in der Welt zu erhalten. Die Ukraine forderte einen Verzicht auf das Veto, wenn eine Vetomacht selbst an einem Krieg beteiligt ist. Die Russische Föderation erinnerte daran, das die BRICS-Staaten mittlerweile 37 Prozent und die G7-Staaten 29 Prozent der globalen Einkünfte erwirtschafteten. Die Sicherheit in Eurasien ist nach Meinung der Russischen Föderation unteilbar. Slowenien hob die regelbasierte Ordnung statt das Recht der Mächtigen als Grundlage der globalen Ordnung hervor. Uganda forderte ein weiteres Vertrauen in die vorhandenen Institutionen und Mechanismen. Südkorea betonte Gesprächskultur und Austausch als unverzichtbare Voraussetzungen, um eine „Neue Weltordnung“ zu finden und zu stärken.

### Informelle Aussprache über eine „Kooperation zwischen der UN und regionalen bzw. subregionalen Organisationen (Europäische Union)“ vom 11. März 2025
Am 11. März 2025 fand unter der Präsidentschaft Dänemarks im Sicherheitsrat eine informalle Aussprache über eine „Kooperation zwischen der UN und regionalen bzw. subregionalen Organisationen (Europäische Union)“ statt. Laut einem Pressebericht versucht die Europäische Union, vertreten durch ihre Außen- und Sicherheitsbeauftragte Kaja Kallas, die aktuellen Liquiditätsproblem der UN durch die Sonderzahlung von 3 Milliarden Euro an den UN-Fond für Friedensbewahrung (UN Peacebuilding Fund) und regelmäßige, pünktliche Zahlungen für den regulären Haushalt der UN gemäß den durch ihre Mitgliedsländer übernommenen Verpflichtungen mit aufzufangen. Die Wahrung des Völkerrechts und der Multilateralismus gelten der EU wie der UN als zwei wesentliche Grundlagen für die Wiederherstellung und Sicherung des Friedens. Der weitere Debatte galt aktuellen Themen. So bejahte die EU einen Palästinenserstaat unter Einschluss des Gazastreifens unter gleichzeitiger Wahrung israelischer Interessen. Eine politische Lösung soll nicht zuletzt auf der Zusammenarbeit mit weiteren Staaten und Staatengruppen, wie etwa der Afrikanischen Union oder dem Verband Südostasiatischer Nationen, beruhen. Die übrige Aussprache war vor allem durch eine kontroverse Bewertung des Überfalls der Russischen Föderation auf die Ukraine geprägt. Die fünf Vetomächte äußerten sich dazu uneinheitlich.

### Informelle Aussprache über die „Anpassung von UN-Friedensmissionen an die neue Weltlage“ vom 24. und 25. März 2025
Am 24. und 25. März 2025 fand unter der Präsidentschaft Dänemarks und auf Einladung des Generalsekretärs der Vereinten Nationen eine informelle Aussprache des Sicherheitsrats über die „Anpassung von UN-Friedensmissionen an die neue Weltlage“ statt. Bei der Sitzung am 24. März 2025 äußerten sich alle 15 Mitglieder des amtierenden Sicherheitsrats, außerdem die Länder Österreich, Tschechien, Kasachstan, Südafrika, Indonesien, Türkei, Ägypten, Schweiz, Ecuador und Lettland. Das Treffen begann mit einer Einführung zur globalen Sicherheitslage, die sich durch zunehmende Komplexität, Multidimensionalität und globale Vernetzung auszeichne. Extreme Wetterereignisse im Zusammenhang mit dem Klimawandel, der Kampf um die weltweiten Ressourcen, der Einsatz neuer Technologien, das internationale Auftreten verbrecherischer Vereinigungen mit Clan-Struktur, der Anstieg von Korruption und physischer Gewalt sowie gezielt eingesetzte Desinformation bis hin zu Fake News und Propaganda führten zu einer verschärften Sicherheitslage und einer wachsenden Instabilität politischer Ordnung und gesellschaftlicher Strukturen. Als Grundzüge künftiger UN-Friedensmissionen wurden gefordert: Allgemeines Wohl, Wahrung der UN-Charta, Multilateralismus, Menschenrechte und Völkerrecht als gemeinsame Grundlagen; enge Zusammenarbeit zwischen dem möglichst einmütig handelnden Sicherheitsrat und der UN-Kommission für Friedenskonsolidierung; Zusammenarbeit der UN mit den UN-Mitgliedsländern (Konsultation), überregionalen Organisationen, regionalen Kräften und lokalen Akteuren zur Friedensstiftung und Friedenserhaltung; umfassende Nutzung aller möglichen Maßnahmen von Prävention und Dialog über Nachbarschaftshilfe, Mediation und Schiedsgericht bis hin zu Diplomatie, Waffenstillstand, Friedensverhandlungen und Friedensschlüssen. Politische Lösungen seien gegenüber militärischen Lösungen zu priorisieren. Die Kommunikation zwischen verfeindeten Ländern und konkurrierenden Gruppen sollte bei gemeinsamen Interessen, wie z. B. Gefangenenaustausch, Sport oder kleinem Grenzverkehr, beginnen, nach und nach auch andere Bereiche des Zusammenwirkens, wie z.b. Satellitennutzung, Befahrung von Wasserstraßen oder Raumfahrt, erfassen und schließlich in guter Nachbarschaft (an Stelle von Feindschaft und Krieg) münden. Frauen, Mädchen und junge Menschen sollten auf allen Ebenen der Konfliktprävention und -regulierung zum Einsatz kommen. Bewaffnete UN-Mandate zur Friedenssicherung sollten in ihrer Zielsetzung sowie in ihrem zeitlichen und materiellen Umfang genau definiert und vor allem auf die Besonderheiten der jeweiligen Konfliktsituation zugeschnitten sein. Die zum Einsatz kommenden „Blauhelme“ müssten schnell zum Einsatz kommen, solide und passgenau finanziert, bestens ausgerüstet, gut trainiert und mit einem klaren Auftrag versehen sein. Friedensstiftung und -erhaltung als Kern der UN sollten sich zudem auf die Erneuerung des ganzen UN-Systems auswirken. Die Finanzierung durch die Mitgliedsländer sollte nicht zuletzt eine langfristige Entwicklungszusammenarbeit zwischen reicheren und ärmeren Ländern sowie strategische Partnerschaften internationaler Organisationen mit dem „Globalen Süden“ in den Bereichen Ressourcennutzung, Energieerzeugung, neue Technologien und Wissensaustausch umfassen. Sierra Leone verwies auf die Friedensmission UNAMSIL, bei der es nach jahrelangem Bürgerkrieg zur Entwaffnung von 75.000 Exkombattanten, einer Erneuerung der staatlichen Ordnung und demokratischen Wahlen kam.
Die Sitzung am 25. März 2025 war durch Redebeiträge aus 13 Ländern getragen. Hierzu zählten Burundi, Malaysia, Angola, Nauru, Kambodscha, Libanon, Nepal, Uruguay, Nigeria, Uganda, die Dominikanische Republik, Argentinien und Zimbabwe. Mehrere UN-Mitgliedsländer, die an der Aussprache teilnahmen, verfügen über langjährige Erfahrung als Länder, die Truppen für UN-Einsätze stellen. Als besondere Aspekte der Friedensstiftung und Friedenserhaltung hoben sie hervor: Regionale Agenturen als Verbindung zwischen lokalen Akteuren, regionalen Vermittlern, UN-Friedensmissionen und den Vereinten Nationen, volle Verantwortung des jeweiligen Sicherheitsrats für die Missionen, Beachtung von Klimaproblemen und Reduktion von Umweltfolgen bewaffneter Auseinandersetzungen, Wahrung nationalstaatlichen Eigentums, Schaffung von Regularien für Nachkriegszeiten, internationale Partnerschaften für Friedensmissionen, Evaluierung im Verlauf und nach Beendigung der Einsätze, Verteidigung langjähriger Einsätze bei bleibenden Angriffen, Nutzung der UN-Gerichtsbarkeit, Beteiligung der Zivilgesellschaft an Befriedungsmaßnahmen, besonderer Schutz für weibliche Blauhelme und Friedensvermittlerinnen, stärkere Beachtung geschlechtsspezifischer Lösungsansätze, Sorge für Vertriebene sowie Reflexion der NATO über ihre künftigen Aufgaben,
Zwei Folgetreffen waren in Islamabad (April 2025) bzw. in Berlin (Mai 2025) zum 80. Jubiläum der UN angesetzt.

### Folgetreffen über die „Anpassung von UN-Friedensmissionen an die neue Weltlage“ in Islamabad (15. und 16. April 2025)
In Islamabad fanden sich sechs Sektionen zu folgenden Themen zusammen: 1) Geänderte Herausforderungen für laufende Operationen der UN zur Friedenserhaltung, 2) Die Zukunft der Friedenserhaltung – die Rolle der Technik, 3) Die Berechnung von Angriffen auf die Sicherheit und die Sicherung durch die Nutzung der Technik, 4) Die Rolle regionaler und überregionaler Organisationen bei der Unterstützung von UN-Friedensmissionen, 5) Partnerschaften und Einsatz für effektivere Friedenserhaltung, 6) Für ein integriertes Vorgehen – Konfliktprävention, Friedensschaffung ud Friedenserhaltung. Im Schlusswort wurde unter anderem hervorgehoben: Realistische Mandate für den Sicherheitsrat, Förderung lokaler Initiativen zur Friedenserhaltung, praktische Lösungen, politische Unterstützung vor Ort, Miteinbeziehung der truppenstellenden Länder in meinungsbildende Prozesse des Sicherheitsrats, ausreichende Ressourcen für Friedensmissionen der UN, Professionalisierung, Stärkung regionaler und überregionaler Partnerschaften. Eine Woche später kam es allerdings zu einem regionalen Konflikt zwischen Pakistan und Indien, der mindestens 26 Menschen das Leben kostete.

### Folgetreffen auf Ministerebene über die „Anpassung von UN-Friedensmissionen an die neue Weltlage“ in Berlin (13. und 14. Mai 2025)
Das „Ministerial“ in Berlin fand am 13. und 14. Mai 2025 unter Ko-Federführung von Äthiopien, Bangladesch, Deutschland, Ghana, Indonesien, Japan, Kanada, der Niederlande, Pakistan, Ruanda, Südkorea, Uruguay, dem Vereinigten Königreich und Nordirland, der Vereinigten Staaten von Amerika und des Sekretariats der Vereinten Nationen statt. Es nahmen 130 Länder teil. Ziel war zum einen eine aktive Bestandsaufnahme, zum anderen eine Anpassung der UN-Friedensmissionen an die veränderte Weltlage, die sich durch einen starken politischen Wandel auszeichnet. Auch die knapperen Ressourcen der UN gelten als Hintergrund für ein konzentrierteres und klar strukturiertes Handeln. Worin liegt das Ziel der jeweiligen Mission? Welche konkreten Aufgaben sollen übernommen werden? Welche Rolle spielen die Länder, die Blauhelme (als Soldaten oder Polizisten) stellen, für die jeweilige Friedensmission? Wie kann politische Unterstützung hergestellt werden? Wie können der UN-Sicherheitsrat und die internationale Gemeinschaft sichern, dass Mandate der UN zur Friedenserhaltung auf den jeweiligen Kontext zugeschnitten sind und trotzdem angemessene Ressourcen zur Verfügung stehen? Partnerschaften der UN mit regionalen oder subregionalen Organisationen oder Koalitionen aus mehreren Mitgliedländern, Fähigkeitsaufbau, Training, Wissenstransfer, Wahrung der Menschenrechte bzw. Schutz von Einsatzkräften, Zivilisten, Frauen und vulnerablen Gruppen lauteten einige der Stichworte, die die Debatte an beiden Sitzungstagen bestimmten.

### Sitzung des Sicherheitsrats über die „Stärkung maritimer Sicherheit durch internationale Kooperation für die globale Stabilität“ (20. Mai 2025)
Griechenland bat als aktuelle Präsidentschaft des Sicherheitsrats am 9. Mai 2025 den Generalsekretär der UN, am 20. Mai 2025 eine Sitzung über die „Stärkung maritimer Sicherheit durch internationale Kooperation für die globale Stabilität“ einzuberufen. Es soll bei den friedensaufbauenden Maßnahmen der UN nicht zuletzt um die Eindämmung von Risiken von Piraterie, bewaffneten Raubüberfällen zur See sowie terroristischen Anschlägen gegen Schiffe, Offshoreparks, kritische Infrastruktur, des Weiteren um unerlaubtes Hochseefischen, Drogen-, Waffen- und Menschenhandel, Cyperangriffe sowie die Folgen für Klima und Umwelt gehen. Gefordert wird insbesondere die Anerkennung der UN-Konvention zum Seerecht, entsprechender Resolutionen des Sicherheitsrats sowie internationaler Abkommen. Gefährdet seien Lieferketten, der Transport von Handelsgütern und der Warenaustausch. Oft erwiesen sich die nationalen Gerichte und nationale Rechtskonstruktionen als unzureichend, um internationalen Verbrechen zu begegnen. Welche Strategien der Kooperation könnten helfen, die Widerstandsfähigkeit der Mitgliedsländer gegen Angriffe auf die maritime Sicherheit zu stärken?

### Informelle Aussprache über die „Zukunft von UN-Friedensoperationen angesichts der veränderten Weltlage“ (27. Mai 2025)
Am 27. Mai 2025 fand auf Einladung des Generalsekretärs der UN eine informelle Aussprache über die „Zukunft der UN-Friedensoperationen angesichts der veränderten Weltlage“ statt. Es diente als Ergänzung eines Konzeptpapiers für den Bericht des Generalsekretärs über die Reform von UN-Friedensmissionen. An der Aussprache nahmen 27 Mitgliedsstaaten teil. Ihre Statements sollen um weitere Meinungen von UN-Mitgliedsländern ergänzt werden, ehe der Bericht in einigen Woochen als Handlungsgrundlage zur Reform genutzt werden soll. Der stellvertretende Generalsekretär für Friedensoperationen und die stellvertretende Generalsekretärin für politische und friedensstiftende Maßnahmen leiteten die Aussprache ein und fassten sie am Schluss zusammen. Große Übereinstimmung bestand über die angesichts der veränderten Weltlage notwendige politische Unterstützung künftiger UN-Friedensmissionen. Diese sollten außerdem durch die UN-Architektur zur Friedensschaffung gestützt werden. Die Mehrzahl der übrigen Beiträge betonte das Ausschöpfen des ganzen „Kontinuums friedensschaffender und friedenserhaltender Maßnahmen“. Viele Beiträge erinnerten an den „Zukunftspakt“ von 2024 und die Berliner Konferenz zum Sachstand von UN-Friedensmissionen vom 13./14. Mai 2025. Mehrere Mitgliedsländer forderten eine stärkere Verzahnung des Ausschusses für Friedensschaffung und Friedenserhaltung mit dem UN-Sicherheitsrat. Der Generalsekretär wurde durchgängig als wichtigste Vermittlungsinstanz innerhalb und außerhalb der UN anerkannt. Die Russische Föderation forderte eine Reform der Artikel 100 und 101 der UN-Charta, die die Rolle des Generalsekretariats beschreiben. Indien erinnerte die USA an ihre Verantwortung gegenüber dem globalen Süden. Die Rolle der UN und insbesondere des Sicherheitsrats besteht nach Ansicht Indiens im Ausbalancieren verschiedener Interessen zu Gunsten globaler Sicherheit und des weltweiten Friedens. Auch eine Teilnahme an UN-Friedensmissionen dürfe in keinem Fall heimischen Interessen einzelner Mitgliedsländer dienen. Einige Länder brachten eine am jeweiligen Bruttoinlandsprodukt orientierte finanzielle Beteiligung an UN-Friedensmissionen ins Gespräch. Auch an die Misstrauen schürende Wirkung von Desinformation und falschen Narrativen als Risiko für UN-Friedensmissionen wurde mehrmals erinnert.

### Verbindliche Resolution des Sicherheitsrats zur „Förderung des internationalen Friedens und der internationalen Sicherheit durch Multilateralismus und friedliche Beilegung von Konflikten“ vom 22. Juli 2025
Am 22. Juli 2025 beschloss der UN-Sicherheitsrat im Rahmen der 79. UN-Vollversammlung einstimmig folgende Resolution:
"Resolution 2788 (2025) 
Verabschiedet vom Sicherheitsrat auf seiner 9962. Sitzung am 22. Juli 2025 
Der Sicherheitsrat, 
- unter Hinweis auf seine früheren einschlägigen Resolutionen im Zusammenhang mit der friedlichen Beilegung von Streitigkeiten, der Konfliktverhütung und der präventiven Diplomatie, namentlich den Resolutionen 1366 (2001), 1625 (2005) und 2171 (2014), und den Erklärungen seines Präsidenten, namentlich S/PRST/2003/5, S/PRST/2008/36, S/PRST/2009/8, S/PRST/2010/14, S/PRST/2020/1 und S/PRST/2021/23, 
- geleitet von und in Bekräftigung seines Engagements für die Ziele und Grundsätze der Charta der Vereinten Nationen, 
- erneut erklärend, dass alle Staaten ihre internationalen Streitigkeiten auf friedlichem Wege durch Dialog, diplomatisches Engagement und Zusammenarbeit in einer Weise beilegen sollen, dass der Weltfrieden, die internationale Sicherheit und die internationale Gerechtigkeit nicht gefährdet werden, 
- in der Erkenntnis, dass alle Mitgliedstaaten in ihren internationalen Beziehungen von der Androhung oder Anwendung von Gewalt gegen die territoriale Unversehrtheit oder die politische Unabhängigkeit eines Staates absehen sollen, oder in einer anderen Weise, die mit den Zielen der Vereinten Nationen unvereinbar ist, [handeln] 
- in der Erkenntnis, wie wichtig es ist, das Entstehen von Streitigkeiten zwischen Parteien zu verhüten, die Eskalation von Streitigkeiten zu verhindern und die Konflikte, wenn sie auftreten, einzudämmen und zu lösen, und in dieser Hinsicht die in der Charta der Vereinten Nationen, insbesondere Kapitel VI, festgelegten Mechanismen zur friedlichen Beilegung von Streitigkeiten wirksam anzuwenden,
- in Anerkennung der Erfolge, die die Vereinten Nationen im Laufe der Jahre bei der Förderung der friedlichen Beilegung von Streitigkeiten erzielt haben, sowie Kenntnis nehmend von den Herausforderungen, die sich aus diesem Bestreben ergeben,
- in Anerkennung der in der Charta der Vereinten Nationen vorgesehenen Instrumente zur Konfliktverhütung und -beilegung, die das Potenzial haben, darüber hinaus voll genutzt zu werden, namentlich Verhandlungs-, Untersuchungs-, Vermittlungs-, Schlichtungs-, Schieds-, gerichtliche Beilegungs- und Rückgriff auf regionale und subregionale Organisationen und Vereinbarungen sowie die Guten Dienste des Generalsekretärs, und betonend von seiner Entschlossenheit, einen größeren und wirksameren Gebrauch dieser Instrumente zu ergreifen und zu fordern,
- in Anerkennung der Rolle regionaler und subregionaler Organisationen und Vereinbarungen, die im Einklang mit der Charta der Vereinten Nationen die Bemühungen der Vereinten Nationen um die Verhütung von Konflikten und die Förderung der friedlichen Beilegung von Streitigkeiten ergänzen,
- betonend, dass eine verstärkte Zusammenarbeit zwischen den Mitgliedstaaten, den regionalen und subregionalen Organisationen und Vereinbarungen und den Vereinten Nationen bei der friedlichen Beilegung von Streitigkeiten im Einklang mit der Charta der Vereinten Nationen erforderlich ist, 
- betonend, wie wichtig präventive Diplomatie ist, namentlich der Frühwarnung und der internationalen, regionalen und subregionalen vertrauensbildenden Maßnahmen, sowie rechtzeitiger diplomatischer Anstrengungen zur Konfliktverhütung und -beilegung, 
- in der Erkenntnis, wie wichtig es ist, Situationen oder Streitigkeiten anzugehen, die, wenn sie fortgesetzt werden, den Weltfrieden und die internationale Sicherheit gefährden könnten, und die bestehenden Instrumente und Mechanismen für die friedliche Beilegung von Streitigkeiten zu nutzen und wiederzubeleben, 
- in Bekräftigung der wichtigen Rolle der Frauen bei der Verhütung und Beilegung von Konflikten und bei der Friedenskonsolidierung und in dieser Hinsicht erneut die damit zusammenhängenden Bestimmungen im Einklang mit den einschlägigen Resolutionen des Sicherheitsrats, 
- in Anerkennung der Rolle, die die Zivilgesellschaft bei der Mitwirkung an der Konfliktprävention und -beilegung spielen kann, 
- betonend, wie wichtig es ist, künftige Konflikte zu verhüten, die Wiederholung schwerer Verstöße gegen das Völkerrecht zu verhindern und dauerhaften Frieden, Gerechtigkeit, Wahrheit und Aussöhnung zu ermöglichen,
1. fordert alle Mitgliedstaaten nachdrücklich auf, die in Artikel 33 der Charta der Vereinten Nationen dargelegten Mechanismen zur friedlichen Beilegung von Streitigkeiten, namentlich Verhandlungen, Untersuchungen, Vermittlungen, Schlichtungen, Schiedsverfahren, gerichtliche Beilegung, Rückgriff auf regionale Organisationen oder Vereinbarungen oder andere friedliche Mittel ihrer Wahl wirksam zu nutzen, und bekundet außerdem seine Entschlossenheit, die Anwendung dieser Mechanismen gegebenenfalls zu empfehlen; 
2. bekundet seine Bereitschaft, den in Artikel 34 der Charta der Vereinten Nationen vorgesehenen Untersuchungsmechanismus in Anspruch zu nehmen; 
3. bekräftigt seine Aufgabe, im Rahmen des Kapitels VI der Charta der Vereinten Nationen geeignete Verfahren oder Schlichtungsmethoden für die friedliche Beilegung von Streitigkeiten zu empfehlen, namentlich unter Berücksichtigung der Tatsache, dass Rechtsstreitigkeiten in der Regel von den Parteien im Einklang mit dem Statut des Gerichtshofs an den Internationalen Gerichtshof verwiesen werden sollten; 
4. fordert die Mitgliedstaaten auf, die erforderlichen Maßnahmen für die wirksame Umsetzung der Resolutionen des Sicherheitsrats zur friedlichen Beilegung von Streitigkeiten zu ergreifen; 
5. fordert den Generalsekretär auf, dafür zu sorgen, dass die Vereinten Nationen in der Lage sind, die Vermittlungsbemühungen und die präventive Diplomatie zu leiten und zu unterstützen, und ermutigt den Generalsekretär ferner, weiterhin seine 'Klugen Dienste' (best offices) in Anspruch zu nehmen, und fordert die Mitgliedstaaten auf, den Generalsekretär in dieser Hinsicht zu unterstützen und mit ihm zusammenzuarbeiten; 
6. nimmt mit Anerkennung Kenntnis von der Arbeit des 'Referats zur Unterstützung der Mediation' der Hauptabteilung 'Politische Angelegenheiten und Friedenskonsolidierung' und ermutigt sie, den Mitgliedstaaten und regionalen und subregionalen Organisationen und Vereinbarungen auf deren Ersuchen weiterhin technisches Fachwissen und operative Unterstützung bei der Verhütung und Beilegung von Streitigkeiten zur Verfügung zu stellen, einschließlich der Berücksichtigung der besonderen Bedürfnisse von Ländern, die einen Konflikt überwunden haben; 
7. fordert das Generalsekretariat nachdrücklich auf, mit allen Partnern zusammenzuarbeiten, um sicherzustellen, dass gut ausgebildete, erfahrene, unabhängige, unparteiische und geografisch und sprachlich vielfältige Mediationsexperten auf allen Ebenen zur Verfügung stehen, um sicherzustellen, dass die Mediationsbemühungen rechtzeitig und von höchster Qualität unterstützt werden, und fordert diejenigen, die über Kader von Mediationsexperten verfügen, auf, in diesem Bestreben mit dem Sekretariat zusammenzuarbeiten;
8. fordert die regionalen und subregionalen Organisationen nachdrücklich auf, ihre Bemühungen um eine friedliche Beilegung von Streitigkeiten im Einklang mit der Charta der Vereinten Nationen und den einschlägigen Resolutionen des Sicherheitsrats zu verstärken, und fordert die Mitgliedstaaten auf, die Rolle der regionalen und subregionalen Organisationen in dieser Hinsicht zu unterstützen und die Zusammenarbeit zwischen diesen Organisationen und den Vereinten Nationen zu verstärken; 
9. fordert das Sekretariat und die regionalen und subregionalen Organisationen auf, den Informationsaustausch und den Erfahrungsaustausch über ihre jeweiligen Fähigkeiten und Erfahrungen bei der Förderung der friedlichen Beilegung von Streitigkeiten und bewährter Verfahren in den Bereichen Mediation, Kluge Dienste und Maßnahmen zur Konfliktverhütung weiter zu prüfen; 
10. bekundet seine Entschlossenheit, Mittel und Wege zu sondieren, um eine Eskalation von Streitigkeiten zu verhindern, wozu unter anderem rechtzeitige diplomatische Bemühungen, Vermittlung, Vertrauensbildung und die Erleichterung des Dialogs auf internationaler, regionaler und subregionaler Ebene gehören, und spricht sich in diesem Zusammenhang dafür aus, dass auf Ersuchen nationale und inklusive Präventionsstrategien eingesetzt werden, die durch das Engagement der Vereinten Nationen unterstützt werden; 
11. betont, wie wichtig Initiativen zum Kapazitätsaufbau bestehen, um die Fähigkeit der Mitgliedstaaten zu stärken, präventive Diplomatie zu betreiben und Streitigkeiten friedlich beizulegen;
12. betont, wie wichtig es ist, inklusive Ansätze für die friedliche Beilegung von Streitigkeiten mit zu berücksichtigen und dabei auch die uneingeschränkte, gleichberechtigte und sinnvolle Teilhabe von Frauen und die sinnvolle Beteiligung junger Menschen an den Bemühungen um Konfliktprävention und Streitbeilegung sicherzustellen; 
13. ersucht den Generalsekretär, ein Jahr nach der Verabschiedung dieser Resolution in einem Briefing und anschließend gegebenenfalls im Rahmen der bestehenden Berichterstattungsmechanismen konkrete Empfehlungen für die weitere Stärkung der Mechanismen für die friedliche Beilegung von Streitigkeiten abzugeben; 
14. bekundet seine Entschlossenheit, die Nutzung der Mechanismen zur friedlichen Beilegung von Streitigkeiten weiter zu überprüfen, um ihre Wirksamkeit und Anpassungsfähigkeit an den sich wandelnden Charakter von Streitigkeiten und neue Herausforderungen sicherzustellen, unter anderem durch die Einberufung einer offenen Debatte des Sicherheitsrats über die friedliche Beilegung von Streitigkeiten ein Jahr nach der Annahme dieser Resolution, und anschließend gemäß dem Beschluss des Rates;
15. beschließt, mit der Angelegenheit befasst zu bleiben."
In der Aussprache kamen unter anderen folgende Positionen zur Sprache: China und die USA beanspruchten die Führungsrolle bei der globalen Konfliktregulierung und der Durchsetzung der Sanktionen des Sicherheitsrats. Während die USA ein Subsidiaritäts- und Partikularitätsmodell zur Herstellung und Wahrung des Friedens in der Welt befürworteten, was sie in Notsituationen durchzusetzen bereit seien, plädierte China für eine politische Regulierung (political settlement) globaler Konflikte unter seiner Führung. Die Russische Föderation lehnte die Delegation der regionalen Konfliktregulierung an den Sicherheitsrat, wenn eine Ausnahmesituation eintritt, ab und hielt zudem die Umweltfrage für kein globales Problem, das im Sicherheitsrat behandelt werden soll. Liechtenstein forderte eine bindende Entscheidung des Sicherheitsrats darüber, dass kein Land, das in einen Krieg verwickelt ist, ein Veto in casu suo einlegen dürfe. Der Generalsekretär soll gemäß Maßnahme 16 des "Zukunftspakts" (= Resolution 79/1 der Vollversammlung) als Mediator und moralische Autorität, die Kriege und Konflikte als Stimme der UN eindämmen soll, auftreten.

### Informelle Aussprache über eine „Kooperation zwischen der UN und regionalen bzw. subregionalen Organisationen (Organisation Islamischer Länder)“ vom 24. Juli 2025
Am 24. Juli 2025 fand eine informelle Aussprache über eine „Kooperation zwischen der UN und der Organisation Islamischer Länder“ statt.

### Verbindliche Resolution des Sicherheitsrats zu „Frieden und Sicherheit in Afrika“ vom 29. Juli 2025
Wiederum einstimmig (15 : 0 : 0) verabschiedete der UN-Sicherheitsrat am 29. Juli 2025 eine Resolution zu "Frieden und Sicherheit in Afrika", die von Frankreich eingebracht wurde und die Resolutionen 2020/2552 und 2024/2745 fortschreibt und aktualisiert. Algerien dankte nach der Abstimmung im eigenen Namen sowie für die UN-Sicherheitsratsmitglieder Sierra Leone, Somalia und Guyana sowie die überregionale UN-Gruppe "80+" dem ständigen Mitglied des Sicherheitsrats Frankreich für die eingebrachte Resolution, die den Weg zu einer verbindlindlichen Übereinkunft innerhalb der Zentralafrikanischen Republik ebnen soll. Im Dezember 2025 wird es dort Wahlen geben, um die staatliche Autorität wiederherzustellen. Die Rolle des Sicherheitsrats als Garant für regionale Vereinbarungen über Frieden und Sicherheit sollte ein Modell für die Zukunft sein.

## Sonderausschuss zur UN-Charta und zur Stärkung der Vereinten Nationen
Der „Sonderausschuss zur UN-Charta und zur Stärkung der Vereinten Nationen“ besteht seit 1982 und tritt alljährlich, zumeist im Februar, zusammen. Ihm kommt eine wesentliche Rolle bei der Reform der UN und ihrer Organe, vor allem auch des Sicherheitsrats, zu.
Der Sonderausschuss tagte zuletzt vom 20. bis 28. Februar 2024. Dabei befasste er sich vor dem Hintergrund der Konflikte um den Gazastreifen und auch des Einmarsches der Russischen Föderation in der Ukraine mit dem Stellenwert von Sanktionen. Für die einen sind sie ein klar zu definierendes letztes Mittel, das allerdings die Zivilbevölkerung oder Drittländer nicht verletzen soll; für andere sind sie zeitlich zu begrenzen, regelmäßig oder auch auf Antrag (beim Generalsekretär oder einem Ombudsman) zu überprüfen oder aufzuheben; für dritte sind selbst einzelne Staaten oder Staatenbünde berechtigt, ohne UN-Mandat Sanktionen gegen ein Land zu verhängen. Übereinstimmend wurden Diplomatie, Schlichtung und Vermittlung als friedliche Mittel zur Lösung von Konflikten hervorgehoben. Die Rolle des Internationalen Gerichtshofs als Ratgeber bei Angelegenheiten, die die UN-Charta betreffen, wird von den meisten Mitgliedsstaaten anerkannt. Viele Mitgliedsländer befürworten eine stärkere Stellung des Gerichtshofs zur Klärung von Streitigkeiten zwischen den Staaten. Eine große Übereinstimmung gab es auch über den Multilateralismus als Grundsatz der UN.
Die Rolle des „Sonderausschusses“ als Klammer zwischen Sicherheitsrat und Vollversammlung wurde ausgehend von der „Erklärung von Manila“ übereinstimmend bejaht. Vor allem seine Rolle als regelmäßig tagendes Organ der Auslegung von Rechtsfragen (Costa Rica, Argentinien, Paraguay u. a.) in Hinsicht auf die Kapitel VI und VII der UN-Charta ermöglicht die Aufnahme neuer Themen, die der Vollversammlung künftig zur alljährlichen thematischen Debatte vorgelegt werden sollen.
Solche Themen sind beispielsweise die Implementierung von Sanktionen (Europäische Union), das Selbstverteidigungsrecht der Völker (Ukraine, Moldau, Georgien; Mexiko), der Schutz von Handelsschiffen vor Piraterie (Mexiko), die Bekämpfung von Verarmung (Guinea), die Neudefinition „großer und kleiner Nationen“ in der Präambel der UN-Charta (Haiti), die Immunität der UN-Gesandten (Russische Föderation, Belarus), die Rolle von Nichtregierungsorganisation für die UN (Nicaragua, Belarus, Vereinigtes Königreich und Nordirland u. a.), die Ächtung von „kleinen Waffen“ und die umfassende Kontrolle der Waffenherstellung von der Produktion bis zum Einsatz (Haiti) oder der Wiederaufbau eines Landes nach Beendigung eines Konflikts (Uganda).
Alle Mitglieder waren für die Erstellung des „Repositorium der Gewohnheiten des Sicherheitsrats“ (durch das Mitgliedsland Japan) dankbar.

## Dringlichkeitssitzung der 78. Vollversammlung wegen Zunahme des Vetogebrauchs in der Gazafrage vom 23. April 2024
Am 23. April 2024 trat die Vollversammlung der UN zusammen, um den immer häufigeren Vetogebrauch angesichts des Konflikts um den Gazastreifen zu debattieren. Der Präsident der Vollversammlung rief diese aufgrund der UN-Resolution 76/262 vom 26. April 2022 zusammen, die eine Aussprache über ein Veto ermöglicht, sofern sich der Sicherheitsrat in keiner Sitzung wegen einer Notlage befindet. Liechtenstein schlug vor, bei jedem Veto zusammenzutreten, damit alle Mitgliedsstaaten der UN die Chance haben, Empfehlungen zu dem jeweiligen Vetogebrauch auszusprechen. UN-Resolutionen seien im Gegensatz zu bestimmten Maßnahmen des Sicherheitsrats völkerrechtlich nicht bindend, aber eine starke Willensäußerung der Mitgliedsstaaten. Einige Vetomächte verteidigten den Vetogebrauch. So betrachtet die Russische Föderation das Veto als Grundstein der UN-Architektur. Die USA begrüßten hingegen die UN-Resolution 76/262. Sie hätten jedes Veto jeweils im Rahmen der „10. Sondersitzung aufgrund einer Notlage“ erläutert. Die USA erkennen an, dass der Vetogebrauch im Rahmen der Reform des Sicherheitsrats kontrovers debattiert wird, weil die Transparenz und die Berechenbarkeit des Sicherheitsrats verbessert werden müssen.

## Dringlichkeitssitzung der 79. Vollversammlung wegen der Gazafrage vom 12. und 17. Juni 2025
Nachdem am 4. Juni 2025 ein Resolutionsentwurf der zehn gewählten Mitglieder des Sicherheitsrats wegen der inhumanen Behandlung der Zivilbevölkerung des Gazastreifens durch die israelische Armee am Veto der USA gescheitert war, wurde auf Antrag Spaniens am 12. Juni 2025 eine Dringlichkeitssitzung der UN-Vollversammlung einberufen. Sie wurde am 17. Juni 2025 auf Antrag der Arabischen Liga und der Organisation Islamischer Staaten fortgesetzt. Die nun vorgeschlagene Resolution A/ES-10/L.34 wurde von 149 Ländern angenommen. Es gab unter anderem Redebeiträge der E10, der blockfreien Länder und der EU. Dabei wurde die Vertagung der vorgesehenen High-Level-Konferenz zur Konkretisierung der Zwei-Staaten-Lösung ebenso kritisiert (Malaysia) wie die Paralysierung des UN-Sicherheitsrats durch den Missbrauch des Vetorechts. Dieses konterkariere Mehrheitsentscheidungen (Kolumbien, Mexiko). Aktueller Hintergrund waren bewaffnete Angriffe Israels gegen den Iran seit dem 12. Juni 2025, woraufhin die USA die Verhandlungen mit dem Iran wegen dessen Atomprogramms abbrach und am 17. Juni 2025 ein dreitägiges Ultimatum an den Iran stellte, um zu kapitulieren. Der Sicherheitsrat der UN hatte Israel und den Iran am 13. Juni 2025 vergeblich zu Verhandlungen aufgefordert.

## Modelle und Statistiken

### Friedens- und Sicherheitsrat der Afrikanischen Union
Der Friedens- und Sicherheitsrat der Afrikanischen Union (AU PSC = African Union Peace and Security Council) besteht seit 20 Jahren. Er hat zehn Mitglieder mit Sitzen für zwei Jahre und fünf Mitglieder mit Sitzen für drei Jahre. Er verfolgt mehrere Ziele: 1. Prävention von Konflikten, die zur Auslöschung von Völkern führen können. 2. Einberufung der Vollversammlung der Afrikanischen Union als letztes Mittel. Er nutzt als Mittel: 1. Mediation. 2. Diplomatie. 3. Sanktionen bei Machtwechseln, die nicht verfassungsgemäß ablaufen. 4. Kontrolle aller Maßnahmen, die zur Förderung demokratischer Praktiken, gutem Verhalten von Regierungen, der Herrschaft des Rechts, der Verteidigung der Menschenrechte und grundlegender Freiheiten, der Achtung vor der Heiligung des Lebens und dem humanitären Völkerrecht dienen. Der AU PSC und hat gerade zehn Mitglieder mit je zweijährigen Sitzen neu gewählt. In der letzten Legislaturperiode wurden nationale Bedürfnisse oft über gesamtafrikanische Fragen gestellt. Gespräche über Themen und Arbeitsweisen des Gremiums sollen die Effizienz des Gremiums steigern. Neuere Presseberichte heben die regionale Konfliktregulierung durch ad hoc-Truppen und Initiativen für Neuwahlen in verschiedenen Staaten Afrikas hervor. Die Beteiligung am "Gipfel" bzw. Pakt der Zukunft" ist aktuell ein besonders wichtiges Thema.

### EU-Strategie für Sicherheitsunion
Die Strategie der Europäischen Union zur Sicherheit umfasst vier Säulen: 1. Bekämpfung von Terrorismus und organisierter Kriminalität. 2. Verbesserungen des Schutzes von kritischer Infrastruktur, Cyberraum und Öffentlichem Raum. 3. Stärkung nach innen und außen. 4. Moderne Polizeimaßnahmen.

### Sicherheitsrat als Gremium in Demokratien und Autokratien
Sowohl in Präsidialdemokratien als auch in Autokratien wird der Sicherheitsrat als Gremium der Exekutive zur Beratung und Meinungsfindung genutzt, wie zum Beispiel in China, der Russischen Föderation, Indien oder den Vereinigten Staaten, aber beispielsweise auch dem Vereinigten Königreich, in Frankreich, Deutschland oder der Ukraine. In der Bundesrepublik Deutschland gibt es außerdem den Bundessicherheitsrat als Kabinettsausschuss, der vor allem über Rüstungsexporte berät.

### Vergleich von G4 und P5
| Vergleich der Länder der G4 und der P5 | Vergleich der Länder der G4 und der P5 | Vergleich der Länder der G4 und der P5 | Vergleich der Länder der G4 und der P5 | Vergleich der Länder der G4 und der P5 | Vergleich der Länder der G4 und der P5 | Vergleich der Länder der G4 und der P5 | Vergleich der Länder der G4 und der P5 | Vergleich der Länder der G4 und der P5 | Vergleich der Länder der G4 und der P5 | Vergleich der Länder der G4 und der P5 | Vergleich der Länder der G4 und der P5 | Vergleich der Länder der G4 und der P5 | Vergleich der Länder der G4 und der P5 |
| --- | -------------------------------------- | -------------------------------------- | -------------------------------------- | -------------------------------------- | -------------------------------------- | -------------------------------------- | -------------------------------------- | -------------------------------------- | -------------------------------------- | -------------------------------------- | -------------------------------------- | -------------------------------------- | -------------------------------------- |
| Ländername | BRA                                    | CHN                                    | FRA                                    | GER                                    | IND                                    | JPN                                    | RUS                                    | U.K.                                   | U.S.                                   |                                        |                                        |                                        |                                        |
| Zugehörigkeit zu G4/P5 | G4                                     | P5                                     | P5                                     | G4                                     | G4                                     | G4                                     | P5                                     | P5                                     | P5                                     |                                        |                                        |                                        |                                        |
| Regionalgruppe der UN | Latein-Amerika und Karibik             | Asiatisch-Pazifischer Raum             | Westeuropa                             | Westeuropa                             | Asiatisch-Pazifischer Raum             | Asiatisch-Pazifischer Raum             | Osteuropa                              | Westeuropa                             | Nord-Amerika                           |                                        |                                        |                                        |                                        |
| Bevölkerungsgröße | 2,7 % 7                                | 17,9 % 2                               | 0,9 % 20                               | 1,1 % 19                               | 17,9 % 1                               | 1,6 % 11                               | 1,9 % 9                                | 0,9 % 21                               | 4,2 % 3                                |                                        |                                        |                                        |                                        |
| Territorium | 8 515 767 km² 5                        | 9 596 961 km² 4                        | 640 679 km² 42                         | 357 114 km² 62                         | 3 287 263 km² 7                        | 377 973 km² 61                         | 17 098 246 km² 1                       | 242 495 km² 78                         | 9 833 517 km² 3                        |                                        |                                        |                                        |                                        |
| BIP (nominal) (US$trillion) | $2.12 9                                | $17.70 2                               | $3.04 7                                | $4.42 4                                | $3.73 5                                | $4.23 3                                | $1.86 11                               | $3.33 6                                | $26.94 1                               |                                        |                                        |                                        |                                        |
| BIP (Kaufkraftparität) (US$trillion) | $4.02 8                                | $33.01 1                               | $3.87 9                                | $5.54 5                                | $13.03 3                               | $6.45 4                                | $4.98 6                                | $3.84 10                               | $26.85 2                               |                                        |                                        |                                        |                                        |
| Beiträge zur UN1 | 2,95 % 8                               | 12,01 % 2                              | 4,43 % 6                               | 6,09 % 4                               | 0,83 % 21                              | 8,56 % 3                               | 2,41 % 10                              | 4,57 % 5                               | 22,00 % 1                              |                                        |                                        |                                        |                                        |
| Beiträge zu Friedensmissionen der UN2 | 0,59 % 19                              | 15,22 % 2                              | 5,61 % 6                               | 6,09 % 4                               | 0,17 % 38                              | 8,56 % 3                               | 3,04 % 8                               | 5,79 % 5                               | 27,89 % 1                              |                                        |                                        |                                        |                                        |
| Friedenserhalter der UN | 282 47                                 | 2,531 9                                | 706 30                                 | 504 37                                 | 5,353 5                                | 6 105                                  | 70                                     | 279 48                                 | 33 78                                  |                                        |                                        |                                        |                                        |
| Militärausgaben (US$billion) | $20.0 17                               | $292.0 2                               | $53.0 8                                | $55.8 7                                | $81.4 4                                | $46.0 10                               | $86.4 3                                | $68.5 6                                | $887.0 1                               |                                        |                                        |                                        |                                        |
| Größe von Armee und Paramilitär (aktiv) | 366,500 13                             | 2,185,000 1                            | 203,250 22                             | 183,500 27                             | 1,455,550 2                            | 247,150 18                             | 1,014,000 5                            | 148,500 34                             | 1,388,100 3                            |                                        |                                        |                                        |                                        |
| Größe von Armee und Paramilitär (Reservisten) | 1,340,000 4                            | 510,000 9                              | 36,300 50                              | 28,250 53                              | 1,155,000 5                            | 56,000 41                              | 2,000,000 2                            | 80,000 35                              | 844,950 7                              |                                        |                                        |                                        |                                        |
| Raumfahrtprogramme | ja                                     | ja                                     | ja                                     | ja                                     | ja                                     | ja                                     | ja                                     | ja                                     | ja                                     |                                        |                                        |                                        |                                        |
| Hubschrauberträger | ja                                     | ja                                     | ja                                     | nein                                   | ja                                     | ja                                     | ja                                     | nein                                   | ja                                     |                                        |                                        |                                        |                                        |
| Flugzeugträger | nein                                   | ja                                     | ja                                     | nein                                   | ja                                     | nein                                   | ja                                     | ja                                     | ja                                     |                                        |                                        |                                        |                                        |
| Nukleare Unterseeboote | ja                                     | ja                                     | ja                                     | nein                                   | ja                                     | nein                                   | ja                                     | ja                                     | ja                                     |                                        |                                        |                                        |                                        |
| Atomwaffenarsenale | nein                                   | 350 3                                  | 290 4                                  | nein3                                  | 160 7                                  | nein                                   | 5,977 1                                | 225 5                                  | 5,428 2                                |                                        |                                        |                                        |                                        |
| 1Anteil am jährlichen UN-Budget 2Anteil an den Kosten für UN Friedenserhalt 3Deutschland hat Anteil an der Übereinkunft der NATO über die Atomwaffennutzung |                                        |                                        |                                        |                                        |                                        |                                        |                                        |                                        |                                        |                                        |                                        |                                        |                                        |

## Pressemeldungen
Indien forderte am 17. Februar 2024 im Namen von 188 Ländern die Aufgabe des Vetorechts. Am 26. Februar 2024 Ortszeit beschloss die UN-Vollversammlung eine Resolution zur Regulierung des Vetogebrauchs: „Der von Liechtenstein eingebrachte und von Deutschland sowie einer Reihe weiterer Länder unterstützte Beschluss verlangt bei jedem Einsatz eines Vetos im 15-köpfigen Sicherheitsrat eine Sitzung der Vollversammlung innerhalb von zehn Tagen. In dem Gremium mit allen Vertretern der 193 Länder müssten sich der Staat oder die Staaten, die von ihrem Vetorecht Gebrauch gemacht haben, dann erklären. Bei der Debatte soll es um die Gründe für das Veto gehen.“ (Tagesschau) Die Aussprache über die sogenannte „Veto-Initiative“ von 2023 mündete 2024 in die Folgerung des Präsidenten der Vollversammlung, dass das Veto nur noch als allerletztes Mittel eingesetzt werden solle. Indien stellte am 7. März 2024 den Vorschlag der G4 vor. Eine erste kritische Reaktion stammte aus Pakistan. Die Konsensgruppe schlug am 18. März 2024 einen Sicherheitsrat mit 26 Mitgliedern vor. Neun neue Mitglieder sollen für langfristige Sitze gewählt werden. Indien übte starke Kritik an diesem Vorschlag, nicht zuletzt deshalb, weil er Afrika weiterhin erheblich benachteilige. Ein neuerer Artikel aus der Schweiz gibt eine Einschätzung drüber, warum und worin der aktuelle Sicherheitsrat versagt und was er leistet. Ein so genanntes Webinar des Europarats erklärt, warum die Mitgliedsländer der EU bestimmte Souveränitätsrechte (Arbeit, Kapital, Güter, Dienstleistungen) an die Europäischen Union, den zweitgrößten Wirtschaftsraum der Welt, abgetreten haben. Ein indischer Artikel erinnert an die Worte von Yogananda Paramhansa (1892–1952), einem der großen indischen Vordenker, das sinngemäß besagt: „Kriege werden gezwungernermaßen weitergehen, bis die Vereinigten Staaten von Europa und die Vereinigten Staaten von Asien gegründet sind. Dadurch wird der Weg zu den Vereinigten Staaten der Welt bereitet.“